# Dortmund-Ems-Kanal-Route
Die Dortmund-Ems-Kanal-Route (abgekürzt: DEK-Route), auch Dortmund-Ems-Kanal-Radweg genannt, ist ein rund 350 Kilometer langer und nahezu steigungsfreier Radfernweg in Deutschland, der das Ruhrgebiet mit der Nordseeküste verbindet. Die 1999 zum 100-jährigen Jubiläum des Dortmund-Ems-Kanals eingerichtete Route verläuft überwiegend direkt entlang des Kanals sowie im Norden entlang der Ems bis Emden und nach Emden durch die Gemeinden Krummhörn und Norden im Landkreis Aurich. Die beiden Ziel- bzw. Endorte sind Dortmund und Norddeich.

## Charakteristik
Die Dortmund-Ems-Kanal-Route verbindet das Ruhrgebiet mit Ostfriesland und der Nordsee. Es gibt den Schiffsverkehr auf dem Kanal und der Ems, Schleusen, Häfen und Wehre zu sehen. Die Route führt vorbei an Industriedenkmälern durch die Parklandschaft des Münsterlandes und das Emsland mit seinen vielen Flüssen und Kanälen bis nach Ostfriesland.
Die Route ist ohne nennenswerte Steigung und verläuft abseits des Autoverkehrs über asphaltierte oder befestigte Wege. Sie ist für Familien mit Kindern sowie Radfahrer aller Altersgruppen geeignet.
Nach ADFC-Angaben sind:
- Der Schwierigkeitsgrad: ca. 91 % leicht, 9 % mittel
- Die Streckenbeschaffenheit: ca. 35 % rennradgeeignet, 65 % wird Tourenrad empfohlen
- Die Verkehrsbelastung: ca. 99 % keine bis geringe, 1 % mäßig
- 837 Hm Anstiege; 925 Hm Abfahrten

## Streckenverlauf

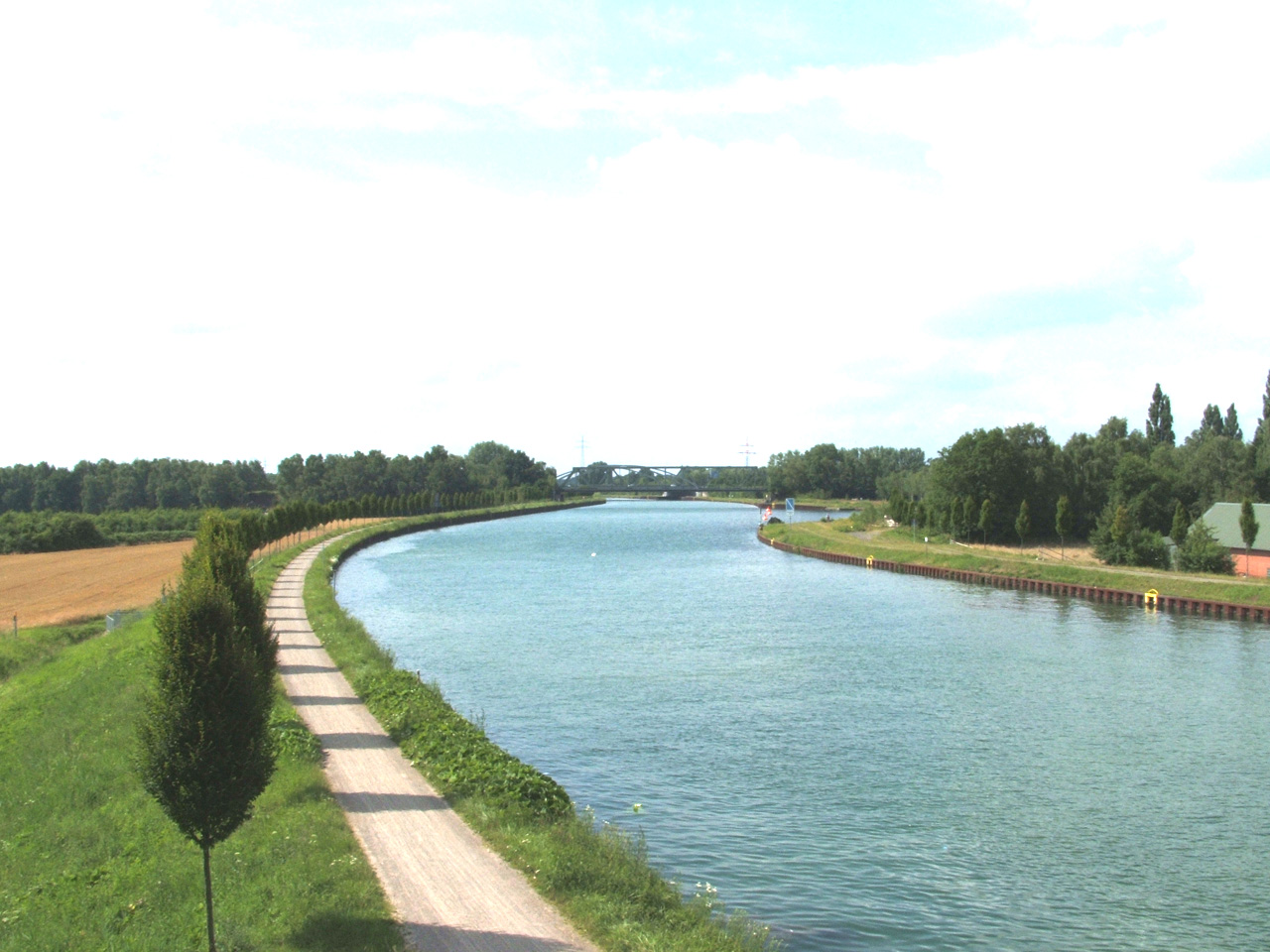
Der Radfernweg in Schwieringhausen

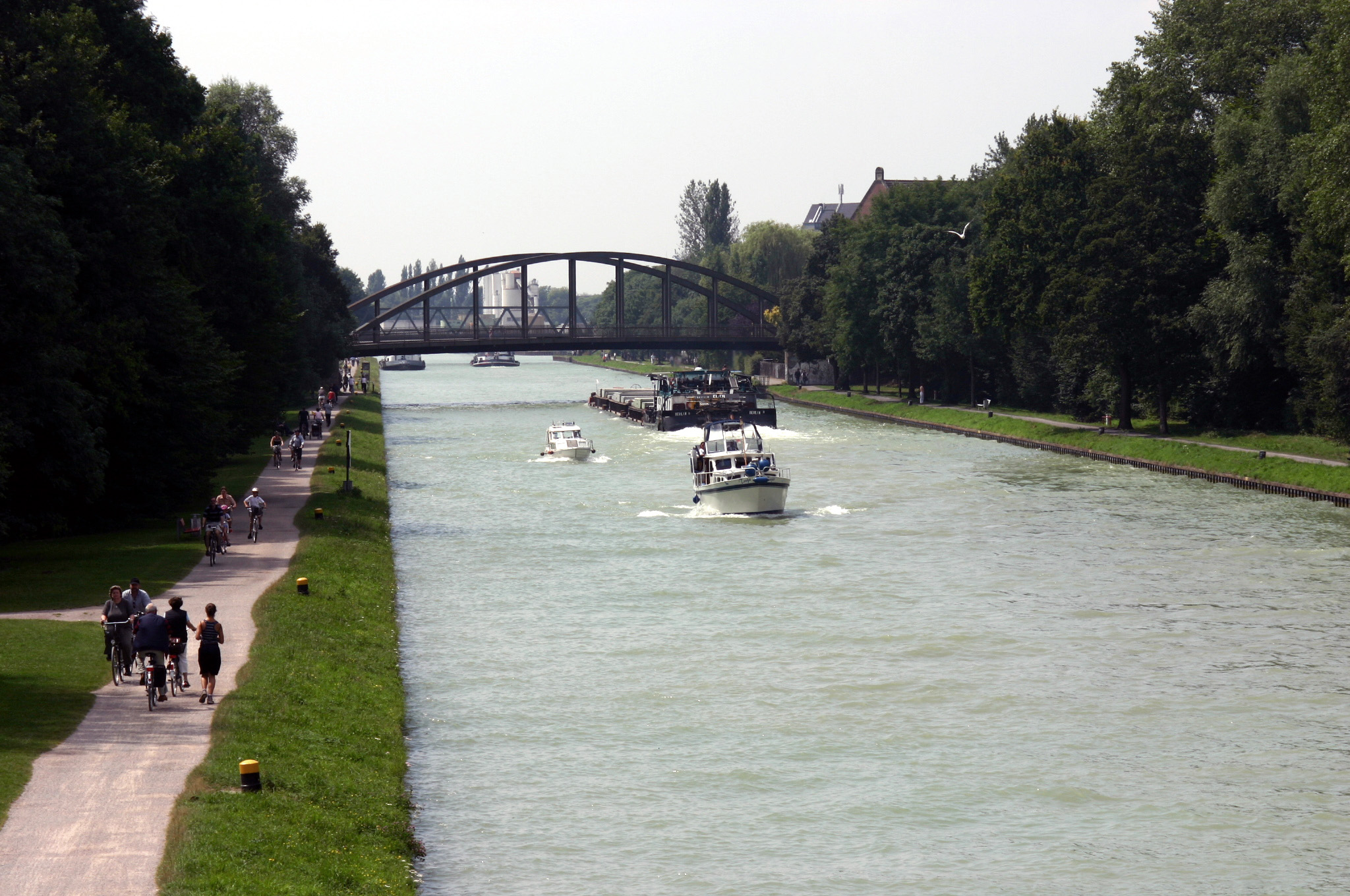
Radfahrer auf der Route in Münster

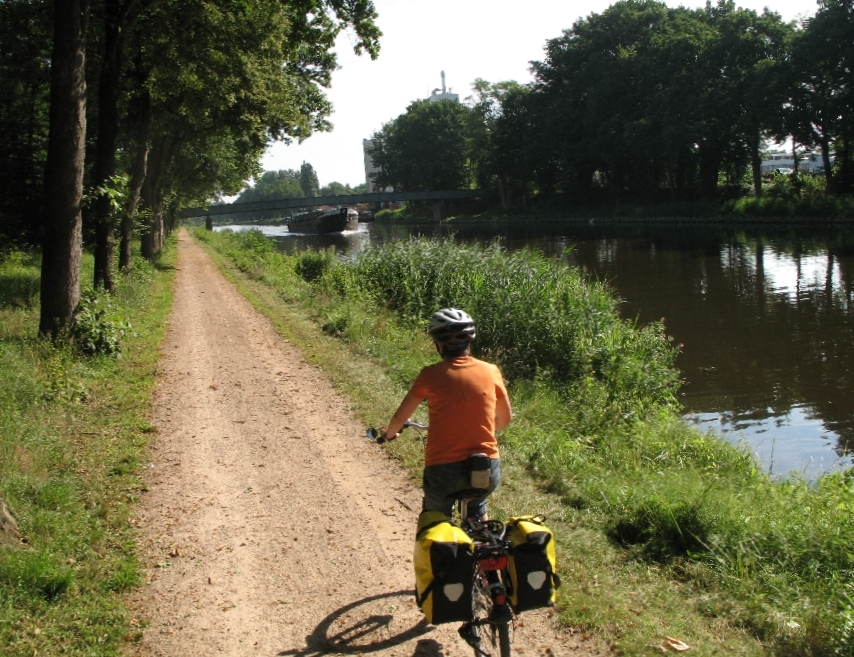
Radfahrer am Kanal bei Lingen

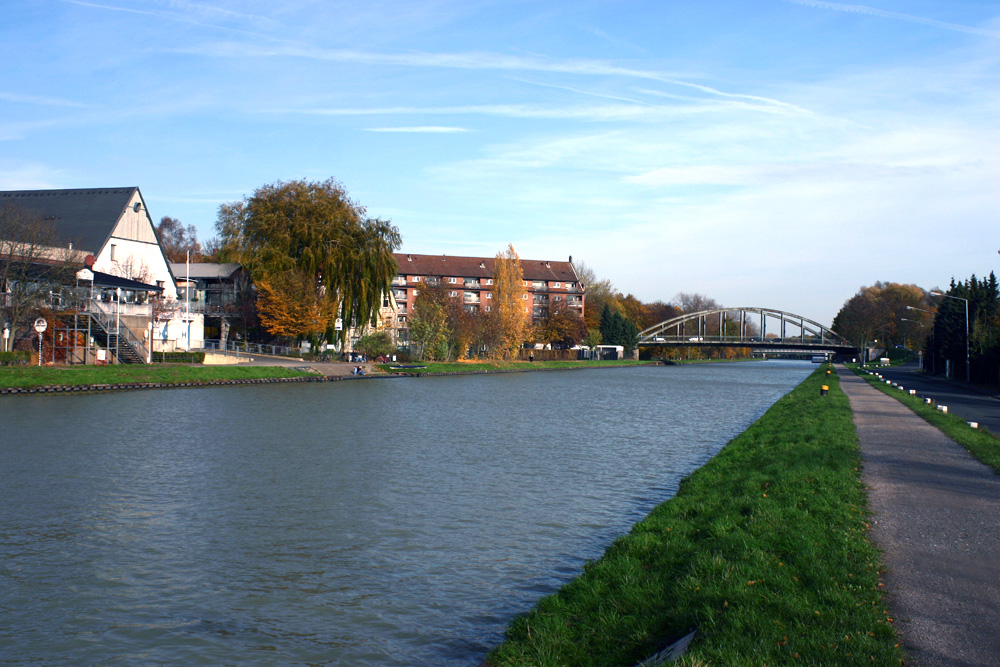
Asphaltierter Wegabschnitt am Kanalufer in Münster

Der Radweg führt durch die Bundesländer Nordrhein-Westfalen und Niedersachsen: Vom Ruhrgebiet durchs Münsterland, durchs Emsland, durch Ostfriesland bis zum Wattenmeer an der Nordseeküste. In Nordrhein-Westfalen verläuft die Strecke durch einige Kreise und Städte der Regierungsbezirke Arnsberg und Münster, in Niedersachsen durch die Landkreise Emsland, Leer und Aurich sowie die Stadt Emden.
Den größten Teil führt die Strecke – von Dortmund bis nach Dörpen im Emsland – entlang des Dortmund-Ems-Kanals, anschließend bis Emden rund 60 km – gemeinsam mit dem Emsradweg – an der Ems entlang und dann noch etwa 30 km bis Norddeich Mole querfeldein. Von Norddeich aus starten die Fähren zu den Ostfriesischen Inseln Juist und Norderney.

### Abschnitt Dortmund–Olfen
ADFC-Angaben:

34,6 km; bergauf 100 Hm; bergab 135 Hm

Schwierigkeitsgrad: ca. 90 % leicht; 10 % mittel

Streckenbeschaffenheit: ca. 90 % rennradgeeignet; 10 % Tourenrad empfohlen

Verkehrsbelastung: keine bis geringe
Ein Endpunkt der Route ist der Hauptbahnhof in Dortmund, der sich damit zur Anreise per Bahn anbietet. Die Route startet auf der Schützenstraße Richtung Norden und führt nach ca. 2 km in den Fredenbaumpark. Nach weiteren 2 km durch den Park wird der Dortmund-Ems-Kanal erreicht und überquert. Die Route verläuft jetzt direkt am Kanal entlang, passiert den Industriehafen, wo die dichte Stadtbebauung verlassen wird, unterquert die BAB 2 und erreicht nach ca. 14 km die Schleusenanlagen von Waltrop. Hier gibt es mehrere Schifffahrtsbauwerke und Industriedenkmäler zu sehen. Das historische Schiffshebewerk Henrichenburg gehört zum Schleusenpark Waltrop, das eine Ansammlung alter und neuer Schleusenvorrichtungen enthält. Daneben gibt es hier die Ausstellung „Wasserstraßen und Schifffahrt“ der Wasser- und Schifffahrtsdirektion West. Die nahe gelegene Stadt Waltrop bildet den Übergang zwischen Ruhrgebiet und dem ländlichen Raum des Münsterlandes. Neben dem historischen Ortskern mit der Pfarrkirche St. Peter kann dort das Heimatmuseum Riphaushof besichtigt werden, das auch die montane Vergangenheit der Stadt zeigt. Hinter den Schleusenanlagen zweigt der Rhein-Herne-Kanal vom Dortmund-Ems-Kanal ab, der von der Radroute überquert wird. Die Route verläuft jetzt am östlichen Stadtrand von Datteln, quert den Wesel-Datteln-Kanal, der hier nach Westen vom Dortmund-Ems-Kanal abzweigt, und erreicht nach ca. 14 km das Abschnittsziel Olfen. Zusammen mit dem Datteln-Hamm-Kanal, der nach Osten abzweigt, ist Datteln der größte Kanalknotenpunkt Europas. Die Stadt Datteln wird über die Schleusenanlage, welche das Eingangstor zum Wesel-Datteln-Kanal bildet, verlassen und folgt der sogenannten „Alte Fahrt“, einem stillgelegten Arm des Dortmund-Ems-Kanals, nach Olfen. Auf dem Weg nach Olfen überquert die „Alte Fahrt“ die Lippe mit Hilfe einer Trogbrücke.

### Abschnitt Olfen–Münster
ADFC-Angaben:

45,8 km; bergauf 141 Hm; bergab 135 Hm

Schwierigkeitsgrad: ca. 71 % leicht; 29 % mittel

Streckenbeschaffenheit: ca. 31 % rennradgeeignet; 69 % Tourenrad empfohlen

Verkehrsbelastung: keine bis geringe
Nach Olfen führt die Radroute zurück zum Dortmund-Ems-Kanal, überquert diesen und erreicht nach ca. 11 km die Burg Lüdinghausen. Neben dieser Burg hat die Stadt zwei weitere Burgen, die Burg Vischering und die Burg Wolfsburg sowie viele historische Gebäude mit typisch westfälischen Fassaden zu bieten. Die Route führt danach weiter zur Burg Kakesbeck, die noch zu Lüdinghausen gehört, und führt nach ca. 13 km zurück an das Ufer des Dortmund-Ems-Kanals, der gequert wird. Dort wird die Gemeinde Senden mit ihrem Schloss erreicht. In Senden quert die Route erneut den Dortmund-Ems-Kanal, führt vorbei am Venner Moor und der Pfarrkirche St. Johannes Baptist mit einer Holzdecke aus dem 16. Jahrhundert, quert die BAB 1 und erreicht nach ca. 11 km Amelsbüren, das bereits zur Stadt Münster gehört. Nach weiteren 11 km erreicht die Route den Abzweig, der vorbei am Hauptbahnhof zur Altstadt führt. Das Zentrum der Altstadt liegt über den Albersloher Weg ca. 2,5 km abseits der Route.

### Abschnitt Münster–Schmedehausen
ADFC-Angaben:

21,3 km; bergauf 75 Hm; bergab 90 Hm

Schwierigkeitsgrad: ca. 90 % leicht; 10 % mittel

Streckenbeschaffenheit: ca. 61 % rennradgeeignet; 39 % Tourenrad empfohlen

Verkehrsbelastung: keine bis geringe
Die Radroute führt ca. 12 km direkt am Dortmund-Ems-Kanal bis zur Ortschaft Gelmer, die noch zur Stadt Münster gehört. Hier wird die Route für einige Kilometer abseits des Kanals geführt, bevor sie an der „Marina Alte Fahrt Fuestrup“ wieder den Kanal erreicht, wo sie bis zu Abschnittsziel Greven-Schmedehausen bleibt. Unmittelbar vor Schmedehausen wird wieder einmal die Kanalseite gewechselt und die Route verläuft nun am westlichen Ufer.

### Abschnitt Schmedehausen–Lingen
ADFC-Angaben:

73 km; bergauf 245 Hm; bergab 273 Hm

Schwierigkeitsgrad: ca. 90 % leicht; 10 % mittel

Streckenbeschaffenheit: ca. 58 % rennradgeeignet; 42 % Tourenrad empfohlen

Verkehrsbelastung: keine bis geringe
Die Radroute verläuft weiter am westlichen Kanalufer und erreicht nach etwa dreieinhalb Kilometern das Schuhmachermuseum von Ladbergen, das allerdings am östlichen Kanalufer liegt. Eine Brücke kurz vor dem Museum ermöglicht den Besuch. Der Flughafen Münster/Osnabrück liegt westlich der Route und wird kurz darauf passiert. Weiter auf dem Uferweg erreicht dann die Route nach etwa zwölf Kilometern die Ortschaft Dörenthe. Der Ort ist ein Stadtteil von Ibbenbüren, das zum Tecklenburger Land zählt. Nach weiteren zwei Kilometern am Kanal wird der Naturerlebnispark Dörenthe und der „Botanische Garten Loismann“ erreicht. Nach weiteren vier Kilometern auf dem östlichen Uferweg erreicht die Route die Ortschaft Riesenbeck, die zur Stadt Hörstel gehört. Hier gibt es ein Landmaschinenmuseum, das sich zur Aufgabe gemacht hat, die Entwicklung landwirtschaftlicher Geräte und Maschinen anhand gebrauchsfähiger Exemplare darzustellen. Wiederum drei Kilometer später treffen sich im sogenannten „Nassen Dreieck“ der Mittellandkanal und der Dortmund-Ems-Kanal. Nach dem Überqueren des Mittellandkanals wechselt die Route an der Schleuse das Kanalufer und erreicht die Ortschaft Bevergern, welche ebenfalls zur Stadt Hörstel gehört. Der Ort besitzt einen historischen Ortskern mit einem kleinen Museum. Auch ist ein Abstecher zur ca. 4 km entfernten Surenburg, dem größten Wasserschloss des Tecklenburger Landes, möglich. Die Route verläuft weiter am Westufer des Dortmund-Ems-Kanals und erreicht nach ca. 4 km den Ort Rodde, der zur Stadt Rheine gehört. Nach drei Kilometern wechselt die Radroute wieder einmal die Kanalseite und Richtung Westen führt die Emsland-Route nach ca. 5 km in die Altstadt von Rheine. Die an der Ems gelegene Stadt Rheine bietet dem Besucher mit dem Falkenhof-Museum, dem Museum Kloster Bentlage, der Saline Gottesgabe und ihren Kirchen und der historischen Innenstadt einiges an Sehenswürdigkeiten. Für vier Kilometer wechselt die Route wieder ans östliche Ufer, bevor sie an der Schleuse Altenrheine ans Westufer zurück wechselt. Hier bleibt die Route die nächsten ca. 17 km, bevor sie bei der Schleuse Hesselte am Ostufer weiterführt. Nach vier Kilometern ist die Schleuse Gleesen erreicht, hinter der sich Dortmund-Ems-Kanal und Ems mit der Großen Aa vereinigen, die von Osten mündet. Nach drei Kilometern verlässt der Dortmund-Ems-Kanal bereits wieder das Bett der Ems und diese verabschiedet sich mit dem im Volksmund „Wasserfall“ genannten Emswehr Hanekenfähr. Die Radroute wechselt wieder einmal die Kanalseite und erreicht am westlichen Ufer nach ca. 6 km das Abschnittsziel Lingen. Die Lingener Altstadt liegt ca. einen Kilometer östlich der Route. Am Lingener Marktplatz steht das historische Rathaus von 1555, das mit seinem Treppengiebel das Wahrzeichen der Stadt ist. In der Altstadt bietet Lingen sehenswerte historische Gebäude und Kirchen sowie das Emslandmuseum.

### Abschnitt Lingen–Lathen
ADFC-Angaben:

46,5 km; bergauf 142 Hm; bergab 150 Hm

Schwierigkeitsgrad: ca. 93 % leicht; 7 % mittel

Streckenbeschaffenheit: Tourenrad empfohlen

Verkehrsbelastung: keine bis geringe
Die Route verläuft weiter auf der westlichen Kanalseite und passiert die Lingener Stadtteile Altenlingen und Holthausen, bevor sie nach rund acht Kilometern vor dem Geester See das Kanalufer wechselt. Hier bleibt die Route bis zur Schleuse Meppen, die nach etwa elf Kilometern erreicht wird. Auf dem Weg werden die Ortschaft Osterbrock, ein Ortsteil von Geeste, und die Schleuse Verloh passiert. Der Dortmund-Ems-Kanal und mit ihm die Radroute führt unmittelbar an der Altstadt von Meppen vorbei. Dort sind vor allem das historische Rathaus, die Jesuitenresidenz und die Gymnasialkirche sehenswert. Eine wasserbauliche Besonderheit ist die Koppelschleuse, die zwischen 1826 und 1830 erbaut und als Teil des ehemaligen Ems-Hase-Kanals erhalten blieb. Im Bereich der Altstadt mündet von Westen die Hase und von Osten die Ems in den Dortmund-Ems-Kanal, und für circa sechs Kilometer nutzt der Kanal das Bett der Ems. Der Radweg wechselt nach der Hase-Mündung wieder einmal ans östliche Ufer und bleibt hier bis zur nächsten größere Siedlung Haren, die nach ungefähr 15 Kilometern erreicht wird. Das bekannteste Gebäude der Kleinstadt ist die St.-Martinus-Kirche, welche im Volksmund als Emslanddom bezeichnet wird. Außerdem können auf dem Haren-Rütenbrock-Kanal einige Museumsschiffe besichtigt werden. Vor und nach Haren nutzt der Dortmund-Ems-Kanal abschnittsweise den Ems-Lauf. Nach Haren verlässt die Radroute für circa zwei Kilometer das Ems-Ufer, passiert die Schleuse Hilter und erreicht nach ca. 10 km Lathen. Die Gemeinde ist vor allem durch die seit 2011 stillgelegte Versuchsstrecke der Magnetschwebebahn Transrapid bekannt.

### Abschnitt Lathen–Papenburg

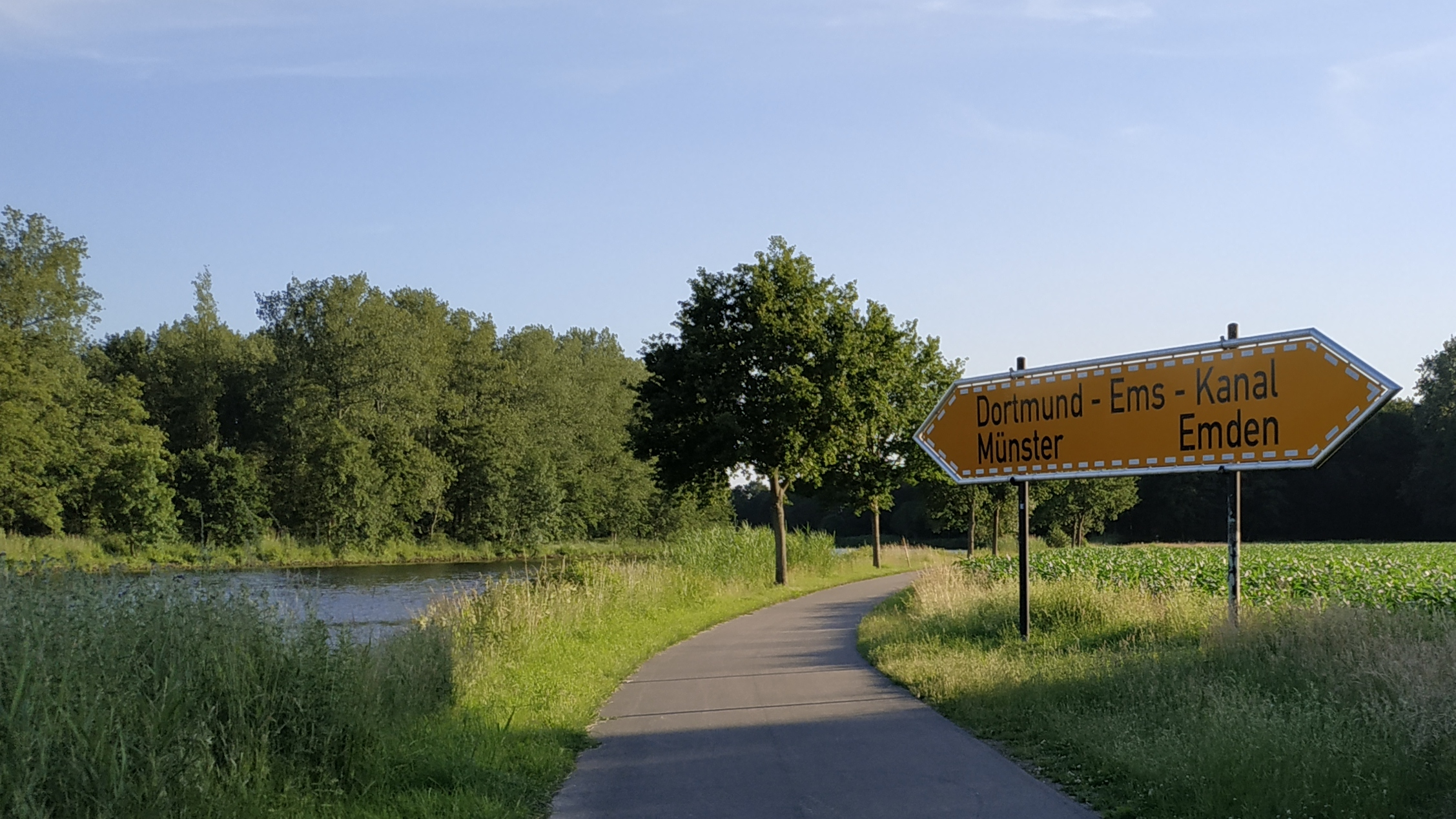
Beschilderung am Abzweig des Küstenkanals

ADFC-Angaben:

35,2 km; bergauf 68 Hm; bergab 77 Hm

Schwierigkeitsgrad: ca. 93 % leicht; 7 % mittel

Streckenbeschaffenheit: ca. 18 % rennradgeeignet; 82 % Tourenrad empfohlen

Verkehrsbelastung: ca. 91 % keine bis geringe; 9 %mäßige
Nach Lathen verbleibt die Radroute noch für circa acht Kilometer am östlichen Kanalufer, passiert dabei die Schleuse Düthe und das Gut Kampe, bevor sie wieder ans Westufer wechselt. Etwa ab der Mitte dieses Teilstücks wird der Kanal in das ehemalige Bett der Ems geführt und verbleibt hier bis nach Emden, wo die Ems in die Nordsee mündet. Am Westufer bleibt die Route für ca. 15 km und führt vorbei am Marinapark Emstal, dem Abzweig des Küstenkanals, der Schleuse Bölligerfähr, der Ortschaft Heede und der Seilzugfähre von Lehe, bevor auf sie an der Schleuse Herbrum ans Ostufer wechselt. Die nächste Ortschaft ist Aschendorf, das bereits zu Papenburg gehört. Für eine Besichtigung von Papenburg kann hier auf die Emsland-Route Richtung Osten abgebogen werden, auf der die Innenstadt nach circa acht Kilometern erreicht wird. Die Dortmund-Ems-Kanal-Route verläuft vor dem Ems-Deich und erreicht nach ca. 16 km die Meyer Werft am Papenburger Hafen. Hier mündet auch der Seitenkanal Gleesen-Papenburg, der zur Umgehung mehrerer Schleusen auf der heutigen Kanalführung geplant war, dessen Fertigstellung aber während des Zweiten Weltkriegs aufgegeben wurde. Im Hafengelände befinden sich auch der Papenburger Zeitspeicher und das Forum Alte Werft, der alte Standort der Meyer Werft. Papenburg trägt wegen seiner vielen Kanäle und Klappbrücken den Beinamen „Venedig des Nordens“. Daneben bietet die Stadt mehrere sehenswerte Kirchen und das Schifffahrtsfreilichtmuseum, welches aus originalgetreuen Nachbauten alter Papenburger Schiffe aus Holz besteht, die fest verankert in den Kanälen im gesamten Stadtgebiet liegen.

### Abschnitt Papenburg–Emden
ADFC-Angaben:

55 km; bergauf 70 Hm; bergab 70 Hm

Schwierigkeitsgrad: ca. 98 % leicht; 2 % mittel

Streckenbeschaffenheit: ca. 18 % rennradgeeignet; 82 % Tourenrad empfohlen

Verkehrsbelastung: ca. 91 % keine bis geringe; 9 %mäßige
Die Radroute wechselt vor dem Papenburger Hafen wieder einmal auf die Westseite und erreicht auf oder neben dem Ems-Deich nach circa sieben Kilometern Weener. Die Kleinstadt besitzt einen historischen Hafen sowie das Organeum, ein Museum für Tasteninstrumente. Mit Weener wird auch die Orgellandschaft Ostfriesland erreicht, wo sich mehr als 90 historisch bedeutende Orgeln aus sechs Jahrhunderten konzentrieren. An der am 3. Dezember 2015 durch ein Frachtschiff zerstörten Friesenbrücke in Weener wechselt die Radroute ans östliche Ufer der Ems und führt hier vor dem Ems-Deich circa zehn Kilometer bis zur Eisenbahnbrücke über die Leda, einen Nebenfluss der Ems. Dabei passiert die Route die Ortschaft Mitling-Mark mit einem Museum „Korn und Brot“ und einem Mühlen-Ensemble aus zwei Windmühlen, der ehemaligen Kommende Muhde des Johanniterordens, sowie die Ortschaft Esklum. Nach dem Überqueren der Leda auf der Eisenbahnbrücke führt die Route vorbei an der ehemaligen Jansen-Werft und erreicht nach circa drei Kilometern die historische Altstadt von Leer. Sie gilt mit ihren 365 denkmalgeschützten Gebäuden als die wertvollste Ostfrieslands. Nachdem die Radroute Leer verlassen hat, führt sie mit der Bundesstraße 446 über die Jann-Berghaus-Brücke zurück ans westliche Ufer der Ems. Die Brücke ist eine der größten Klappbrücken Europas. Vorbei an Bingum wird nach circa acht Kilometern Jemgum erreicht. In Jemgum befindet sich mit dem Fundplatz Bentumersiel, eine der wenigen römischen Fundstellen im norddeutschen Raum. Außerdem war der Ort Schauplatz zweier Schlachten. Der Schlacht von Jemgum (1533) in der für Ostfriesland bedeutenden Geldrischen Fehde und der Schlacht von Jemgum (1568) im niederländischen Freiheitskampf. Die Route verläuft dann weitere elf Kilometer vor dem Ems-Deich nach Ditzum. Zwischen hier und Petkum, einem Stadtteil von Emden, verkehrt eine Ems-Fähre. Bis zur Innenstadt von Emden sind es über die Radroute noch circa neun Kilometer. Die Seehafenstadt Emden ist das wirtschaftliche und kulturelle Zentrum Ostfrieslands. Unter anderem können hier die Kunsthalle, eine Stiftung Henri Nannens, das Ostfriesisches Landesmuseum, drei Museumsschiffe im Ratsdelft, das Bunkermuseum sowie die Kesselschleuse, Europas einzige Vier-Kammer-Schleuse, besichtigt werden.

### Abschnitt Emden–Norddeich
ADFC-Angaben:

46,8 km; bergauf 52 Hm; bergab 54 Hm

Schwierigkeitsgrad: leicht

Streckenbeschaffenheit: Tourenrad empfohlen

Verkehrsbelastung: keine bis geringe

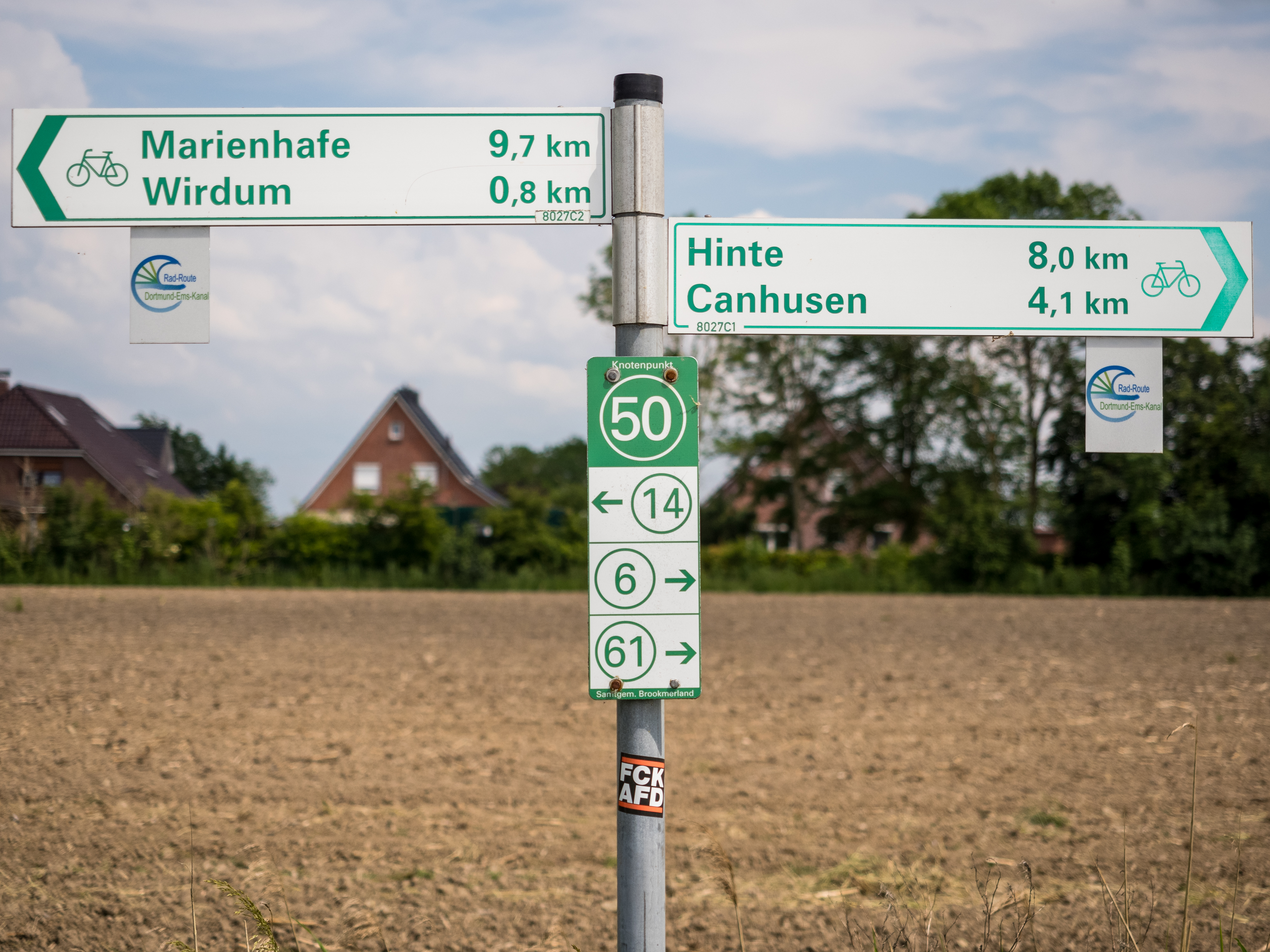
Knotenpunkt-Wegführung in Ostfriesland

Die Radroute verlässt Emden Richtung Norden zusammen mit der Bahnstrecke nach Norddeich. Dabei quert sie die BAB 31 und das Knockster Tief, bevor sie nach circa fünf Kilometern Hinte erreicht wird. Im Ort befindet sich die Burg Hinta und eine Windmühle. Bei der Mühle handelt es sich um einen Galerieholländer, der besichtigt werden kann. Die Route führte jetzt durch die ostfriesische Marschlandschaft mit ihren typischen großen Gulfhöfen, die den Großbauern gehörten. Diese sind oftmals in den Dorfkernen anzutreffen. Die nächsten 15 km verläuft die Route in nördlicher Richtung durch die Orte Canhusen und Wirdum und erreicht dann Marienhafe, das zur Samtgemeinde Brokmerland gehört. Marienhafe ist vor allem durch den legendären Piraten Klaus Störtebeker bekannt. An ihn erinnern der Störtebeker-Turm der Marienkirche und das Störtebeker-Denkmal auf dem Marktplatz. Alle drei Jahre werden die Störtebeker Freilichtspiele inszeniert. Marienhafe verlässt die Route nach Osten, um nach einem Kilometer in Osterupgant wieder Richtung Norden abzubiegen.
Durch die Ortschaften Leezdorf und Halbemond wird die Ortsmitte von Hage nach circa zehn Kilometern erreicht. Hier wendet sich die Route nach Westen und erreicht nach fünf Kilometern über Lütetsburg und Tidofeld die Innenstadt von Norden. In Norden gibt es mehrere sehenswerte Bürgerhäuser, Kirchen, Museen und Mühlen. Nach weiteren acht Kilometern ist der Endpunkt der Radroute am Bahnhof und Anleger Norddeich Mole erreicht. Der Nordener Stadtteil Norddeich ist überregional durch den ehemaligen Küstenfunkstelle Norddeich Radio bekannt. Die alte Sendetechnik ist heute in der Seehundstation Norddeich unmittelbar am Radweg ausgestellt. Der Bahnhof Norddeich Mole hat Anschluss an das IC-Netz der Deutschen Bahn.

## Anschlussradwege
- Durch die Dortmunder Innenstadt führt auch die Deutsche Fußballroute NRW. Sie ist eine 850 km lange Erlebnis-Radroute zum Thema Fußball in Nordrhein-Westfalen. Um Senden verlaufen beide Wege einige Kilometer zusammen.
- Noch im Stadtgebiet von Dortmund kreuzt der Emscher Park Radweg und der Emscher-Weg die Dortmund-Ems-Kanal-Route. Der Emscher Park Radweg ist ein 250 Kilometer langer Rundkurs, der sich geografisch am Emschertal orientiert und sich in Ost-West-Richtung zwischen Duisburg und Dortmund erstreckt. Der 106 Kilometer lange Emscher-Weg folgt der Emscher und soll die Umgestaltung des Flusses von der Abwasserrinne des Ruhrgebiets zur wieder „blauen Emscher“ begleiten.
- In Datteln kreuzt der Rundkurs Ruhrgebiet, ein 350 Kilometer langer Radwanderweg rund um das Ruhrgebiet und die Römerroute, ein 315 Kilometer langer Radwanderweg von Xanten am Niederrhein entlang der Lippe bis zum Hermannsdenkmal bei Detmold.
- In Lüdinghausen kreuzt de D-Route 7 (Pilgerroute), ein 1.065 Kilometer langer Radfernweg von Flensburg nach Aachen. Sie ist der deutsche Abschnitt der EuroVelo Route 'Pilger Route' (EV3).
- Bei Münster treffen die Dortmund-Ems-Kanal-Route, die „Deutsche Fußballroute NRW“ und die „D-Route 7“ noch einmal zusammen. Außerdem kreuzt hier der Europaradweg R1, der über 3.600 Kilometer von Boulogne-sur-Mer in Frankreich nach Sankt Petersburg in Russland führt. Der Routenverlauf in Deutschland (960 km) entspricht der D-Route 3 (Europaroute).
- Im Münsterland treffen die Dortmund-Ems-Kanal-Route, die 100-Schlösser-Route, die Friedensroute und Radroute Historische Stadtkerne mehrfach zusammen. Die „100-Schlösser-Route“ ist ein rund 960 Kilometer langes Radwegenetz, welches mehr als 100 Wasserschlösser, Burgen, Herrensitze im Münsterland miteinander verbindet. Die „Friedensroute“ zwischen den Rathäusern in Münster und Osnabrück erinnert an die Friedensreiter, die auf dieser Strecke Nachrichten zwischen den beiden Verhandlungsorten zur Beendigung des Dreißigjährigen Kriegs transportierten. Die „Radroute Historische Stadtkerne“ verbindet auf einem 300 Kilometer langen Rundkurs durch die Münsterländer Parklandschaft historische Stadtkerne, Burgen und Schlösser. (Siehe auch Radregion Münsterland).
- Im Bereich von Rheine kreuzen sich Dortmund-Ems-Kanal-Route und die Hase-Ems-Tour. Diese führt entlang der Hase rund 265 Kilometer durch Niedersachsen und Nordrhein-Westfalen bis zur Mündung in die Ems bei Rheine.
- Der Emsradweg und die Dortmund-Ems-Kanal-Route treffen sich zum ersten Mal bei Lingen und verlaufen dann parallel oder gemeinsam bis zur Mündung der Ems in die Nordsee bei Emden. Der Emsradweg beginnt an der Ems-Quelle in der Ortschaft Schloß Holte-Stukenbrock am Rande des Teutoburger Waldes und folgt der Ems über eine Strecke von 375 Kilometern.
- Die Emsland-Route, ein 300 Kilometer langer Rundkurs zwischen Rheine und Papenburg, kreuzt oder nutzt mehrfach die gleiche Streckenführung wie die Dortmund-Ems-Kanal-Route.
- Bei Haren, Lathen und Papenburg hat die Dortmund-Ems-Kanal-Route an die United Countries Tour. Ein circa 600 Kilometer langer Rundkurs durch das nördliche und mittlere Emsland links der Ems, durch die grenznahen Gebiete der niederländischen Provinzen Drenthe und Groningen sowie die nördliche Grafschaft Bentheim.
- Ein weiterer Rundkurs, die Deutsche Fehnroute, hat in Papenburg und Leer Anschluss an die Dortmund-Ems-Kanal-Route. Sie ist ein 165 Kilometer langer Rundkurs durch Ostfriesland und das Emsland. Namensgebend sind die in dieser Gegend häufigen Fehnsiedlungen.
- Zwischen Papenburg und Emden wird die Dortmund-Ems-Kanal-Route von der Internationalen Dollard-Route begleitet. Die Wegführung beider Routen ist teilweise identisch oder sie verlaufen am gegenüberliegenden Kanalufer. Die Dollard-Route ist eine 215 Kilometer lange Rundroute, die durch die deutschen Landkreise Leer und Emsland sowie durch die niederländische Provinz Groningen führt.
- In Weener stößt der Nordseeküsten-Radweg auf den Dortmund-Ems-Kanal und verläuft dann gemeinsam mit der Dortmund-Ems-Kanal-Route oder der Dollard-Route bis Emden. Der Nordseeküsten-Radweg (North Sea Cycle Route) ist ein internationaler Radweg durch sechs Nordsee-Anrainerstaaten. Er wurde 2001 als EuroVelo-Radweg Nr. 12 eröffnet. Der deutsche Teil entspricht der D-Route 1 und ist rund 905 Kilometer lang.
- Zwischen Emden und Norden gegeben sich mehrfach die Dortmund-Ems-Kanal-Route, die Friesenroute Rad up Pad und die Friesische Mühlentour. Die Route Rad up Pad ist ein 265 Kilometer langer Rundkurs durch den Landkreis Aurich und die Stadt Emden. Die Mühlentour ist ein 250 Kilometer langer Rundweg durch Ostfriesland mit dem Schwerpunkt alte Mühlen.

Siehe auch Liste der Radfernwege in Deutschland, Radverkehrsnetz NRW und Liste von Radwanderwegen in Niedersachsen

## Bahnanbindung
Beide Endpunkte der Dortmund-Ems-Kanal-Route sind gut mit der Bahn zu erreichen. Der Hauptbahnhof Dortmund gehört als ICE-Fernbahnhof zu den wichtigsten Eisenbahnknotenpunkten in Deutschland. Der Haltepunkt Norddeich Mole bzw. der Bahnhof Norden hat Anschluss an das IC-Netz der Deutschen Bahn. Norddeich Mole ist Anfangspunkt der Emslandstrecke über Emden, von wo weitere Fernzüge verkehren, nach Rheine.
Auf der gesamten Route bestehen in regelmäßigen Abständen Anschlussmöglichkeiten an Bahnstrecken mit Personenverkehr einschließlich Fahrradtransport:
- in Lüdinghausen an die Bahnstrecke Dortmund–Gronau;
- in Münster-Amelsbüren an die Bahnstrecke Preußen–Münster mit Anschluss zum Hauptbahnhof in Münster;
- in Münster-Hiltrup an die Bahnstrecke Münster–Hamm ebenfalls mit Anschluss zum Hauptbahnhof in Münster sowie dem Bahnhof Hamm in Westfalen, einem weiteren Fernbahnhof;
- in Bahnhof Rheine (etwa 5 km westlich der Radroute) an die Emslandstrecke, die Bahnstrecke Münster–Rheine sowie weitere lokale Strecken;
- in Lingen, Geeste, Meppen, Haren-Emmeln, Lathen, Aschendorf-Papenburg, Papenburg und Leer an die Emslandstrecke mit Verbindungen nach Münster, Emden und Köln.
- zwischen Emden und Norden gibt mit dem Bahnhof Marienhafe die letzte Umsteigemöglichkeit auf die Bahn.

## Sehenswürdigkeiten
Entlang der Route bieten sich eine ganze Reihe von Sehenswürdigkeiten zur Besichtigung an; im Folgenden eine unvollständige Liste. Die meisten interessanten Objekte in unmittelbarer Nähe der Radroute sind auch im Streckenverlauf erwähnt.

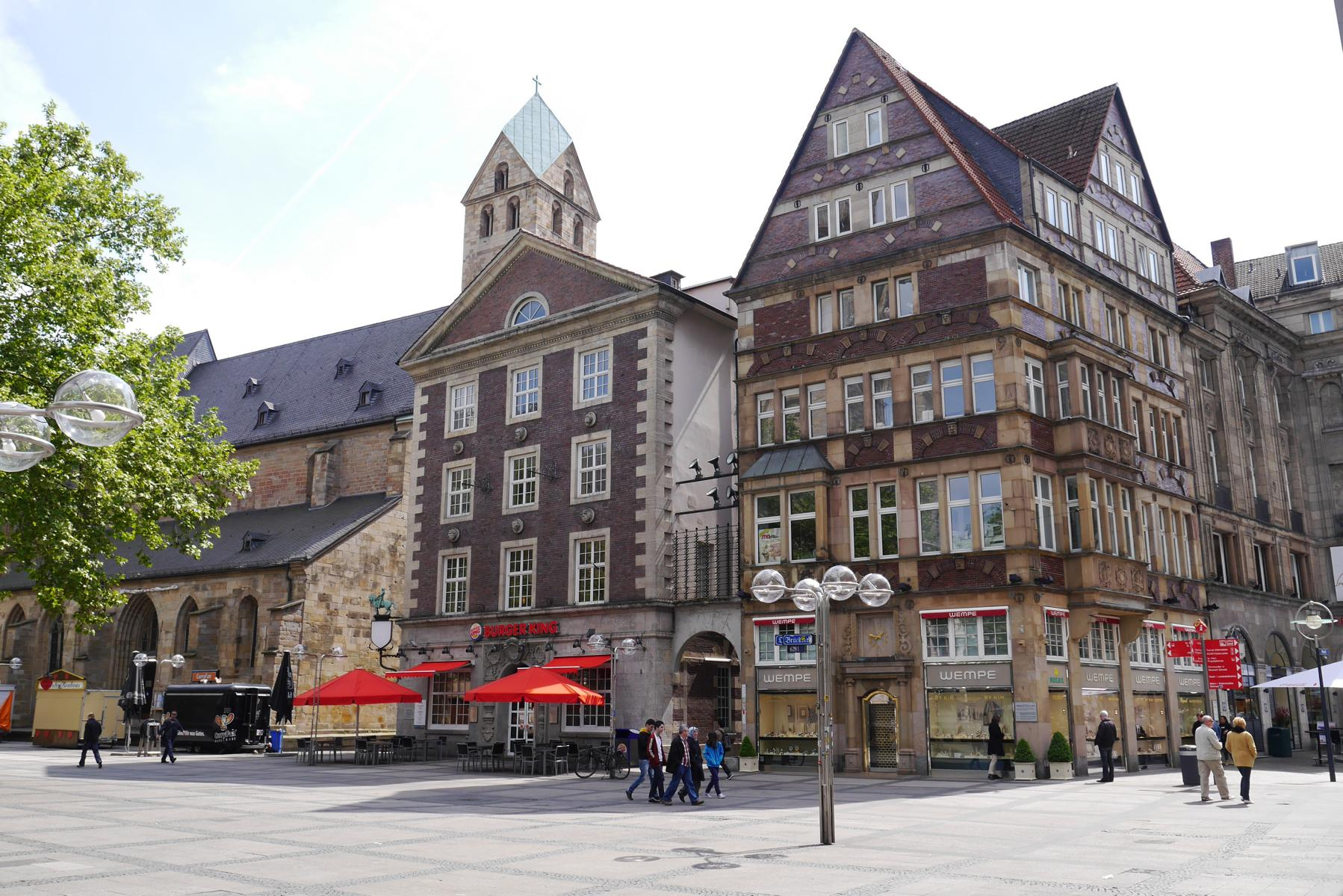
Häuserzeile am Alten Markt in Dortmund
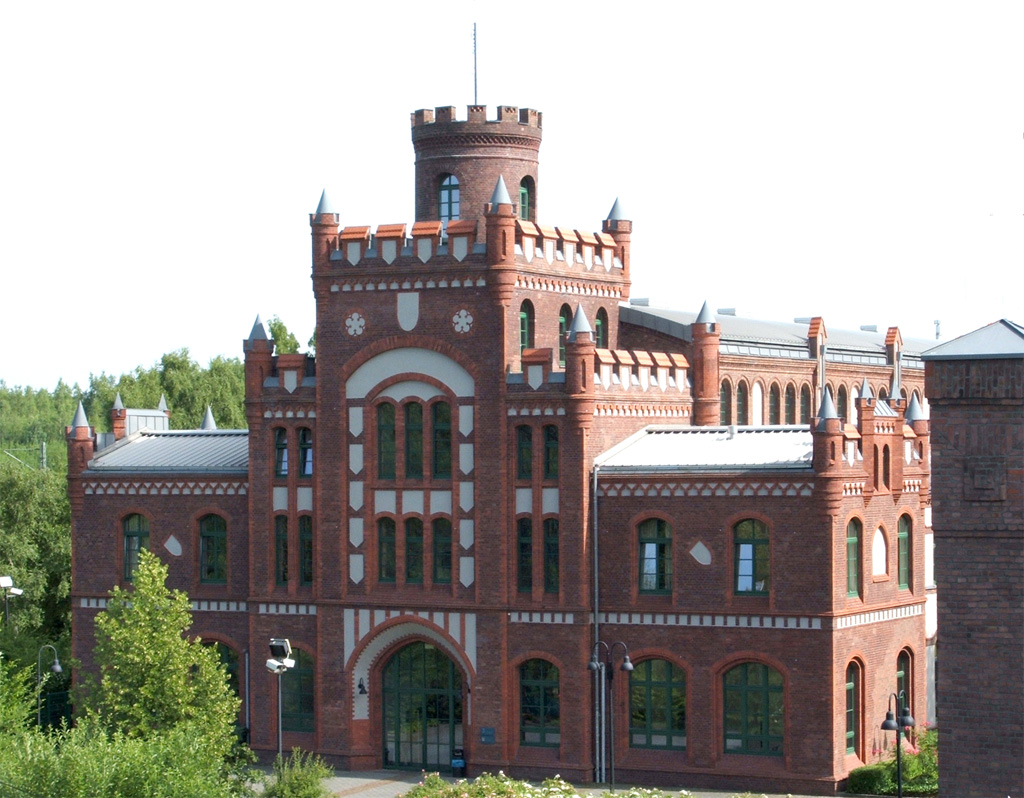
Zeche Hansemann in Mengede
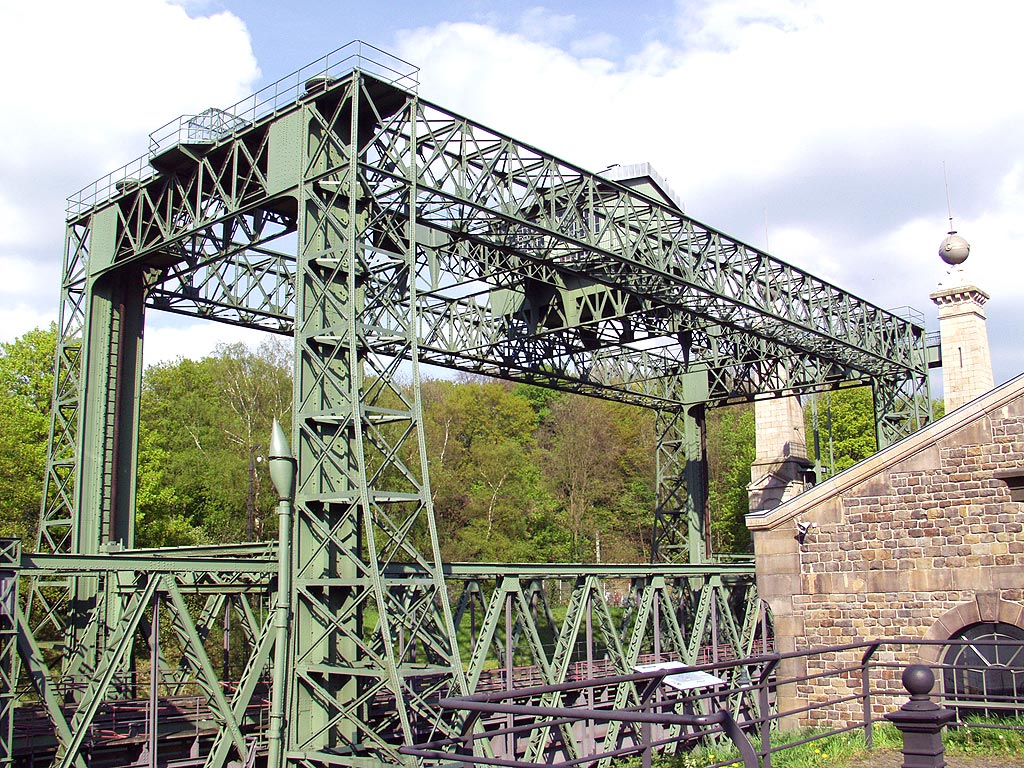
Altes Schiffshebewerk Henrichenburg
Historisches Zentrum Waltrop
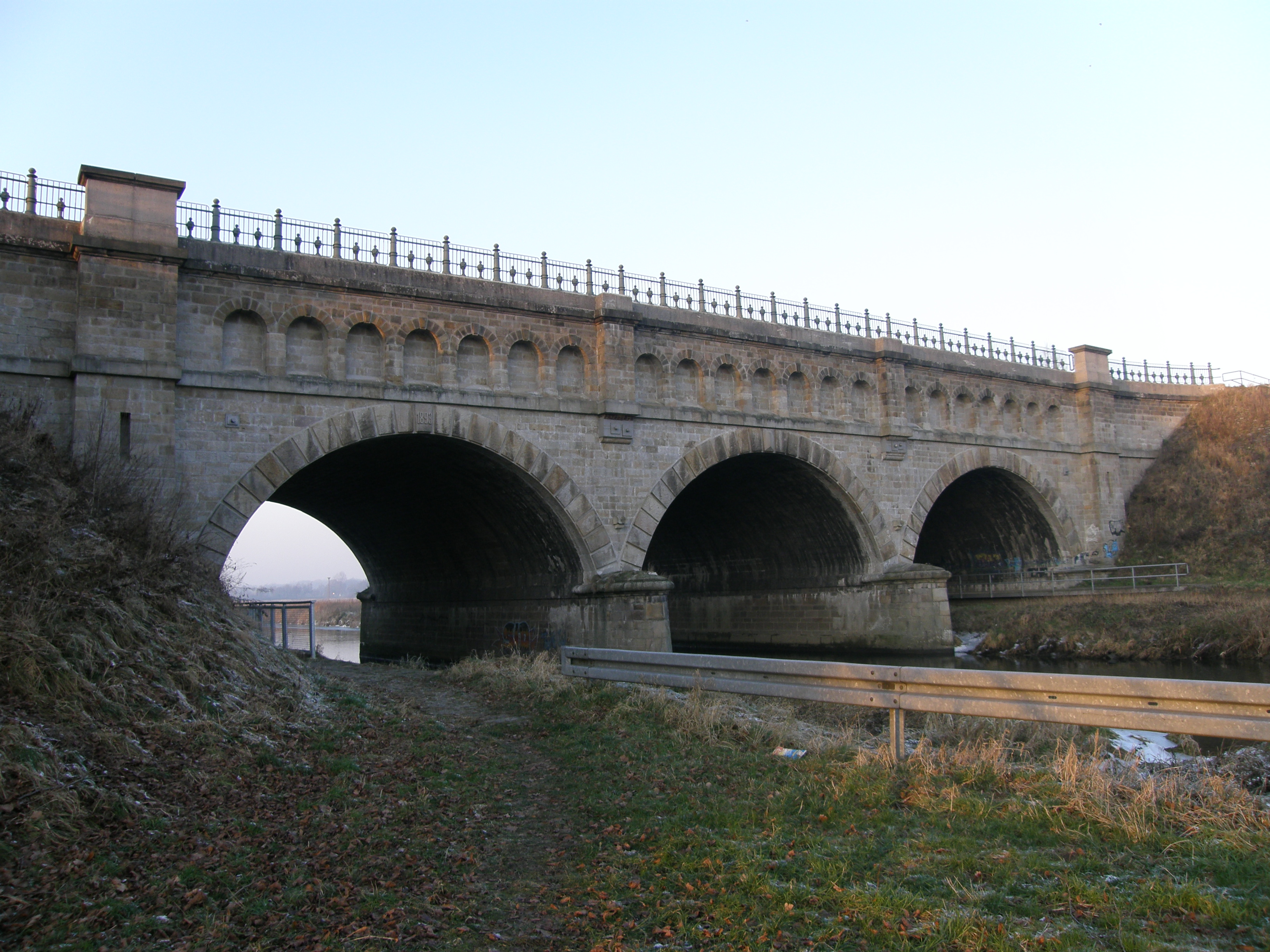
Kanalbrücke über die Stever
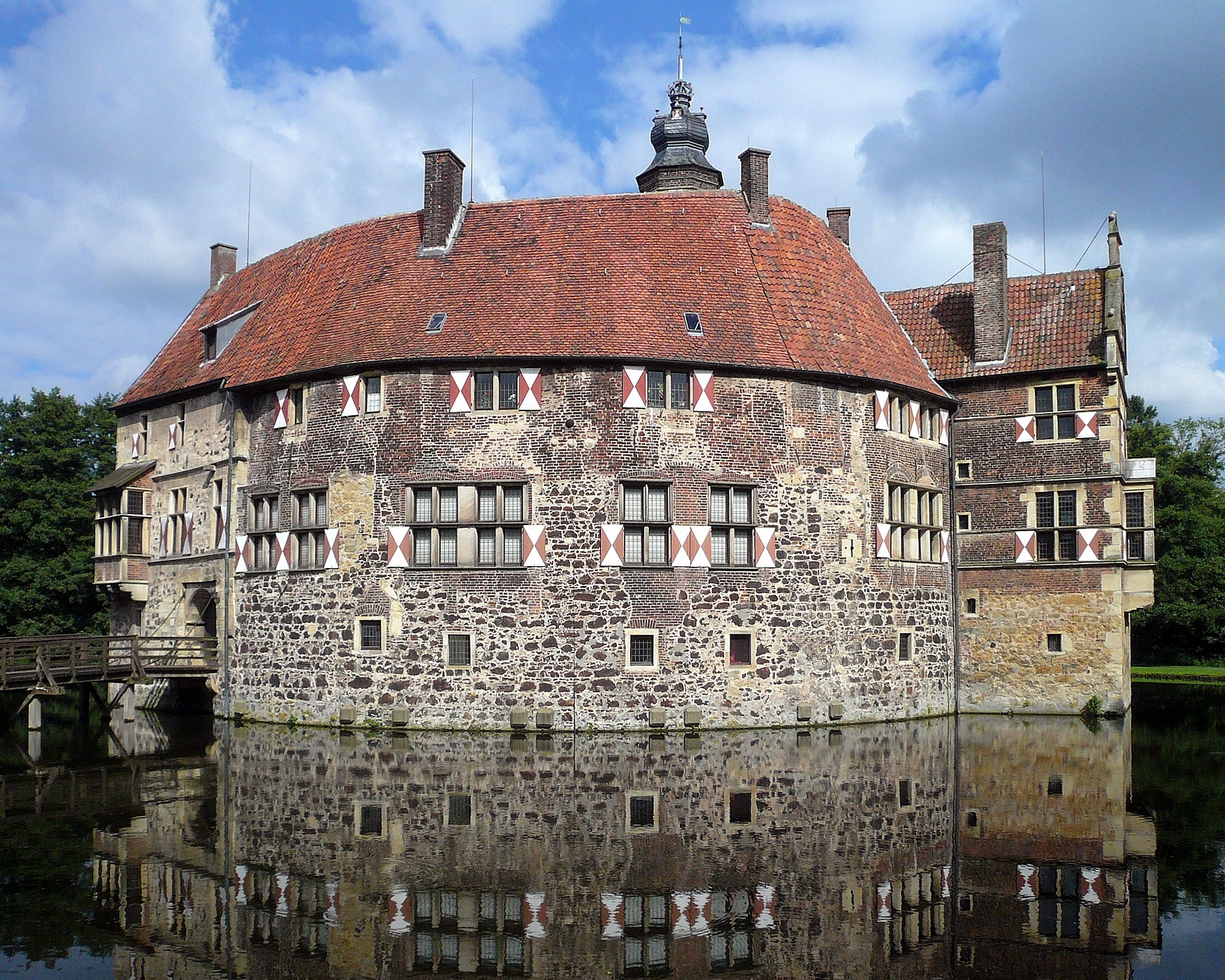
Burg Vischering, Lüdinghausen
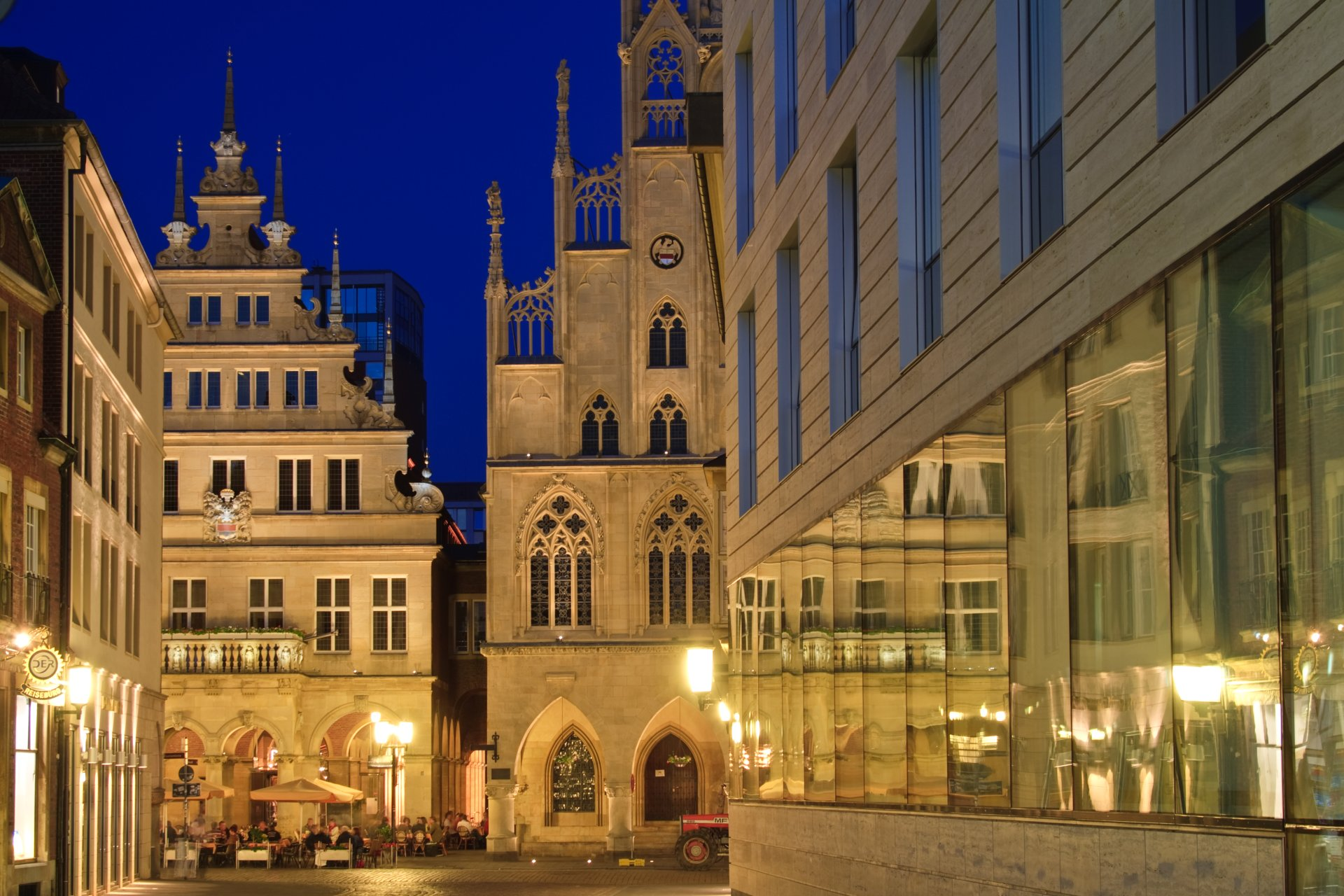
Moderne und historische Architektur gehen in Münster Hand in Hand
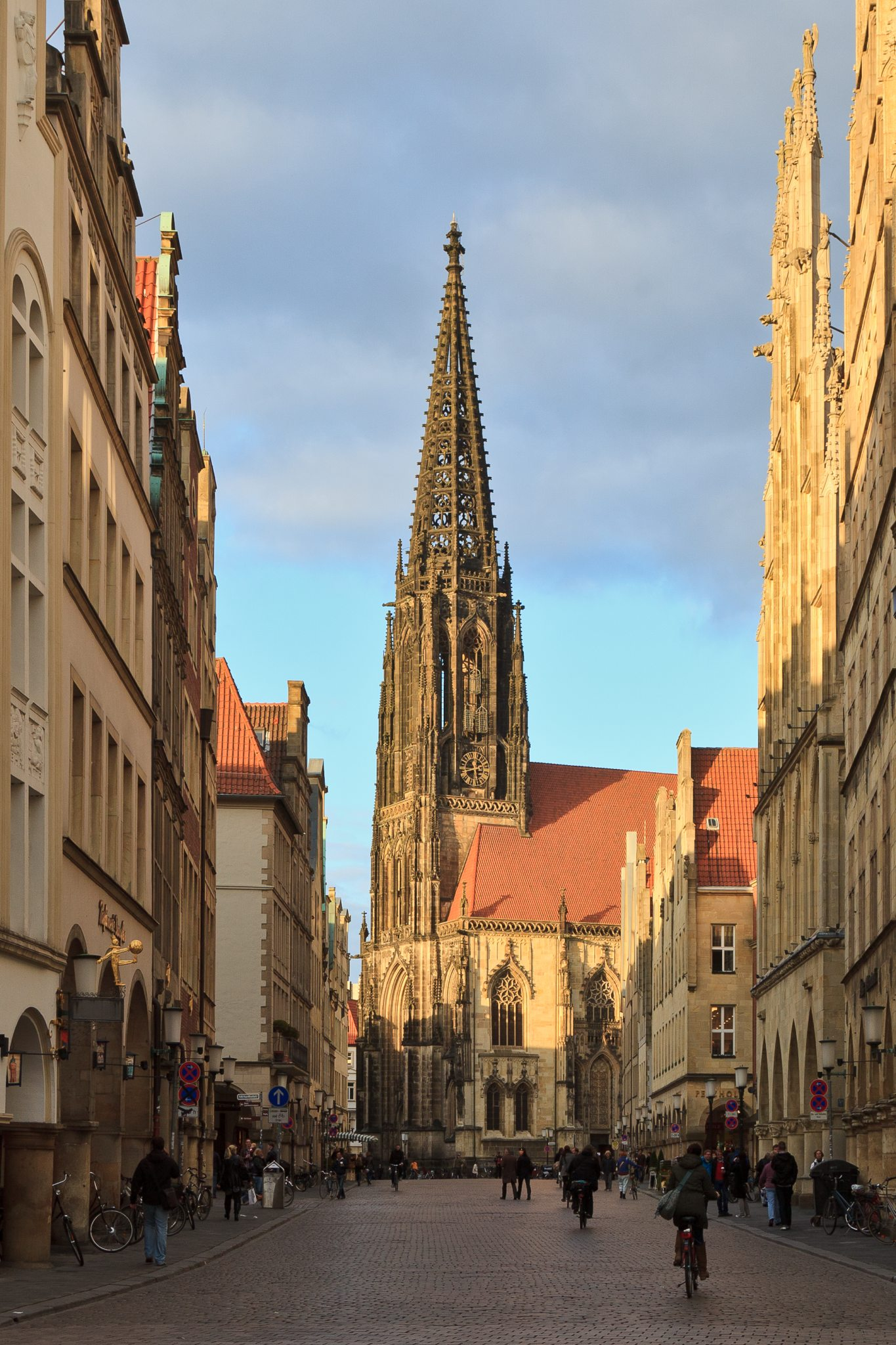
Münster: Prinzipalmarkt mit Lambertikirche
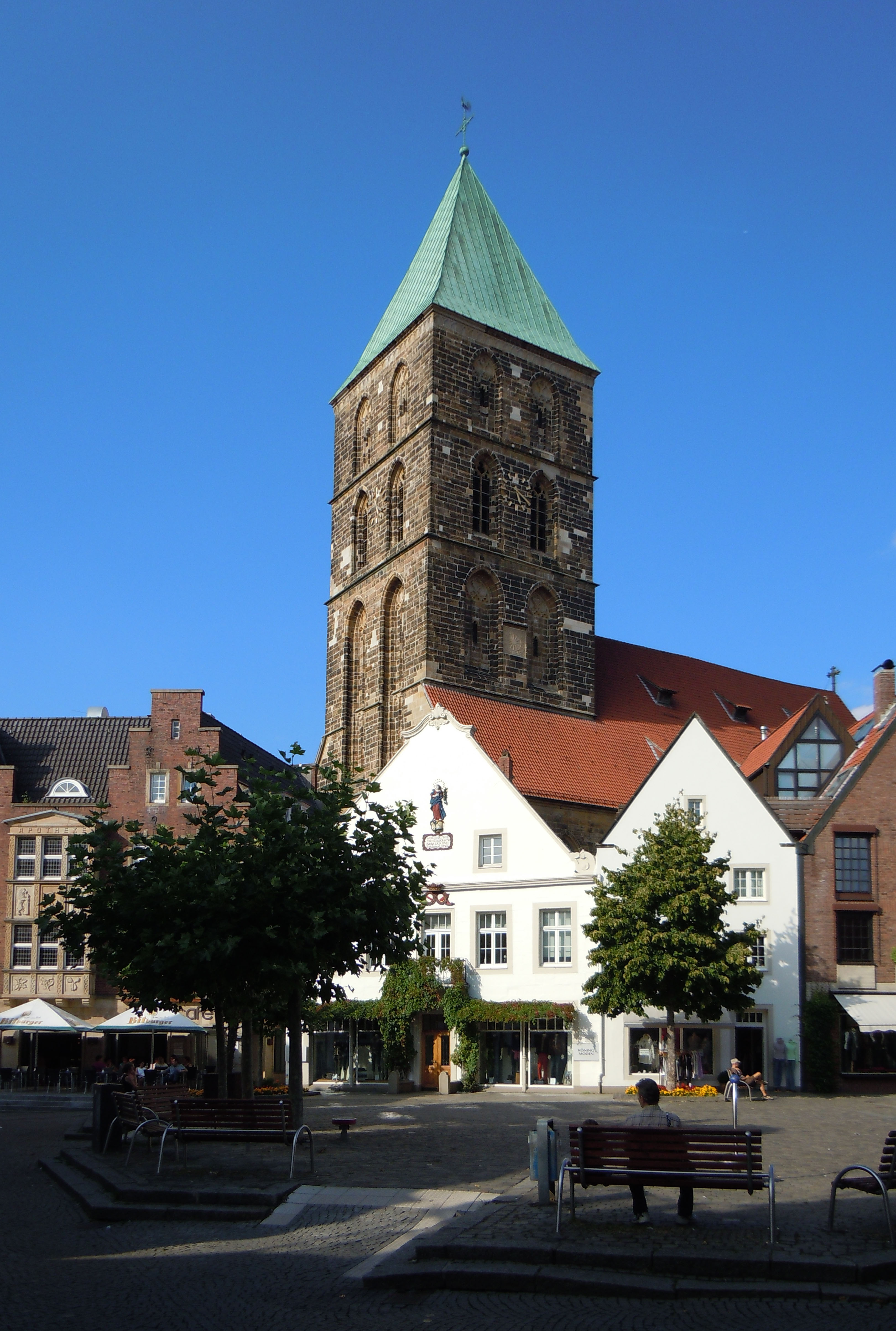
Rheine: Stadtkirche vom historischen Marktplatz
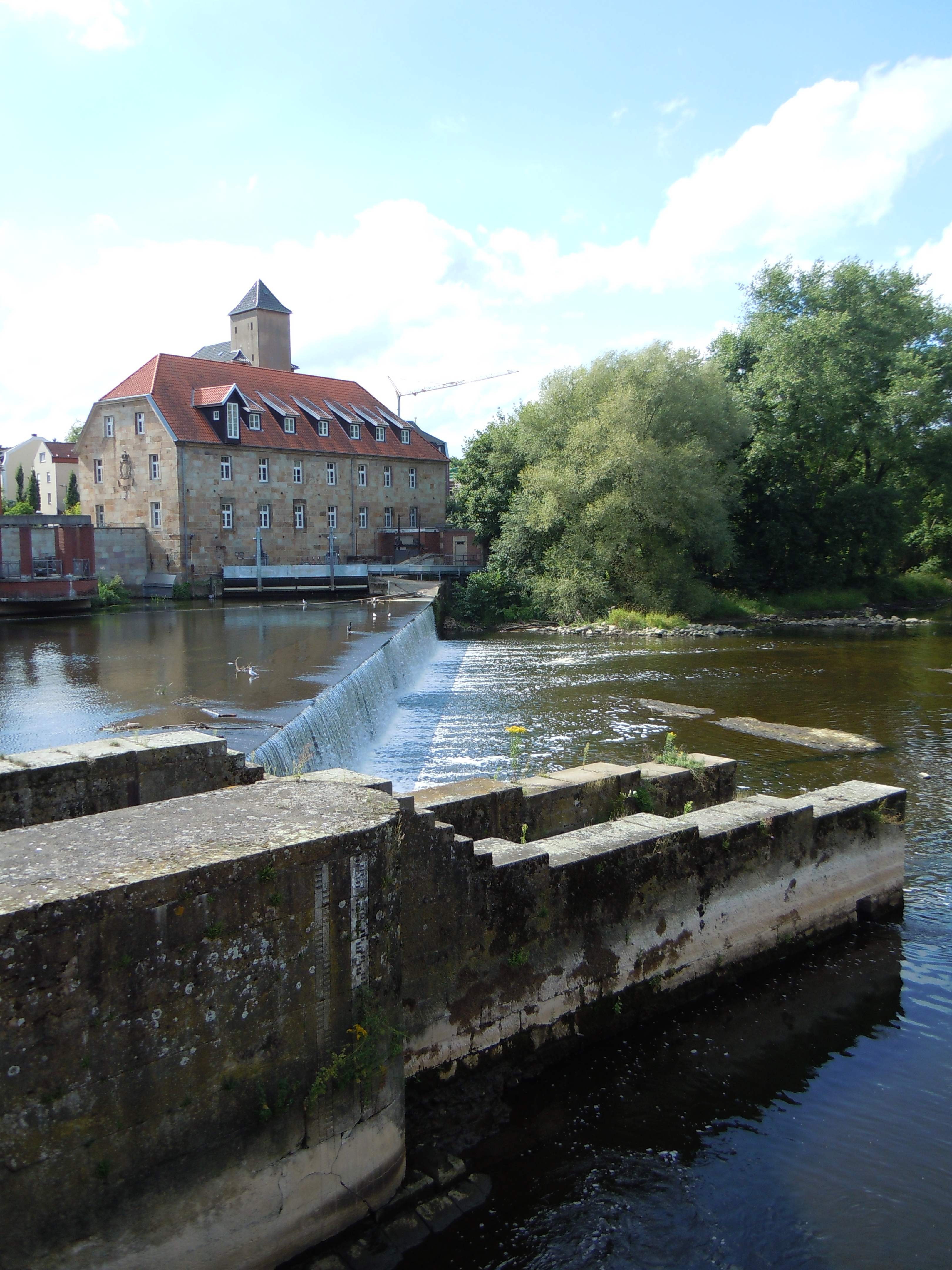
Das Emswehr in Rheine
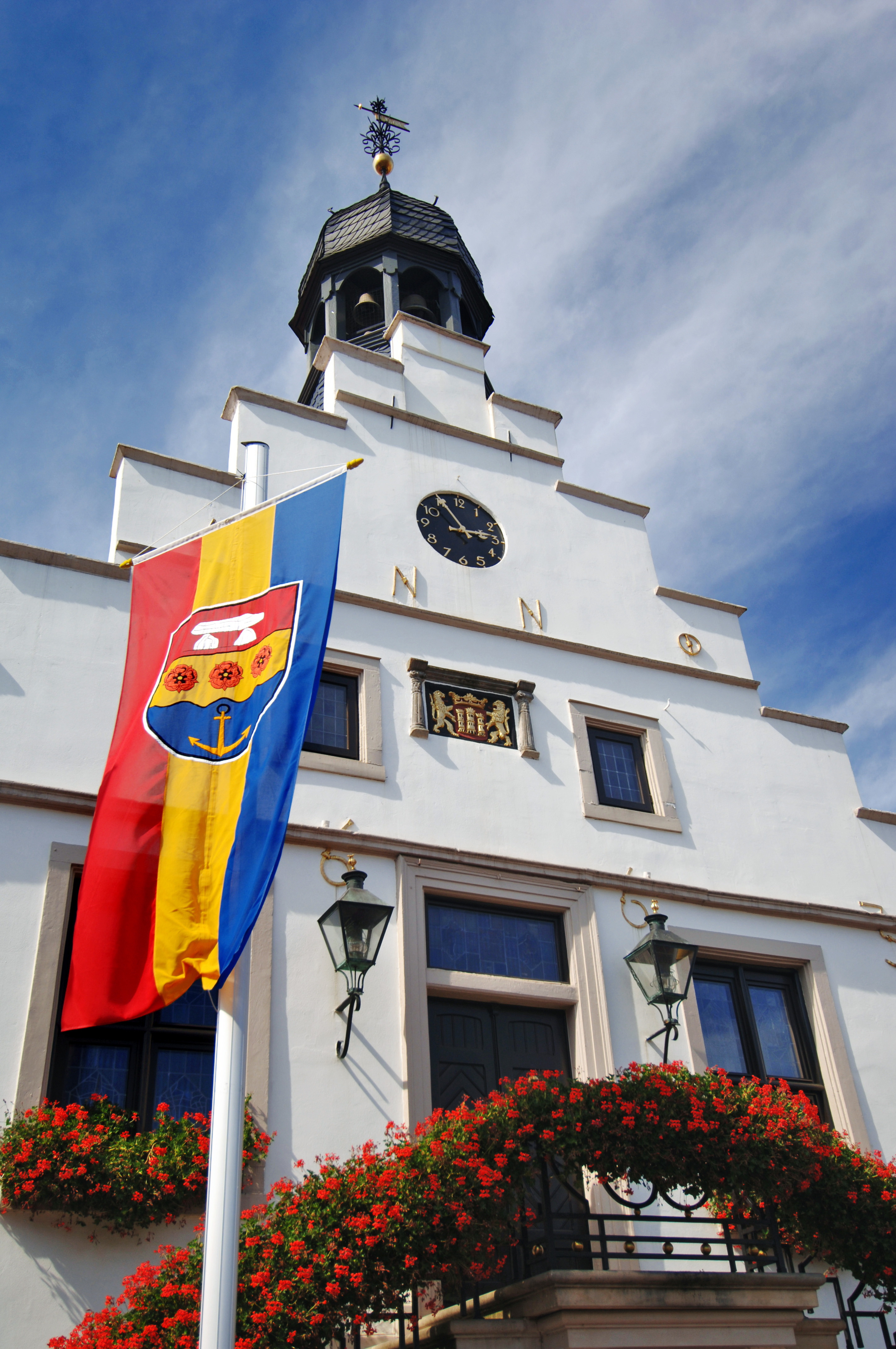
Historisches Rathaus Lingen
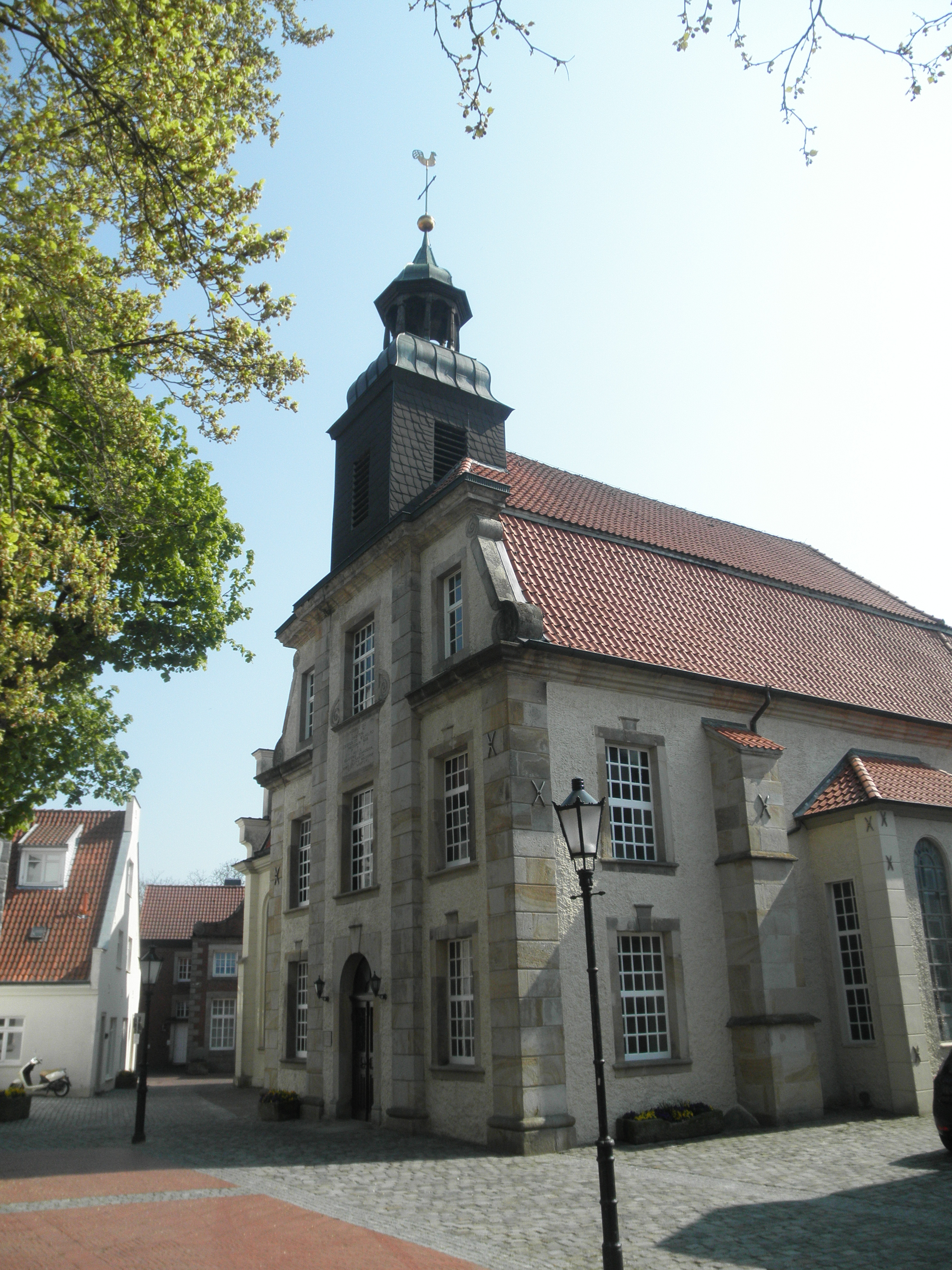
Kreuzkirche in Lingen
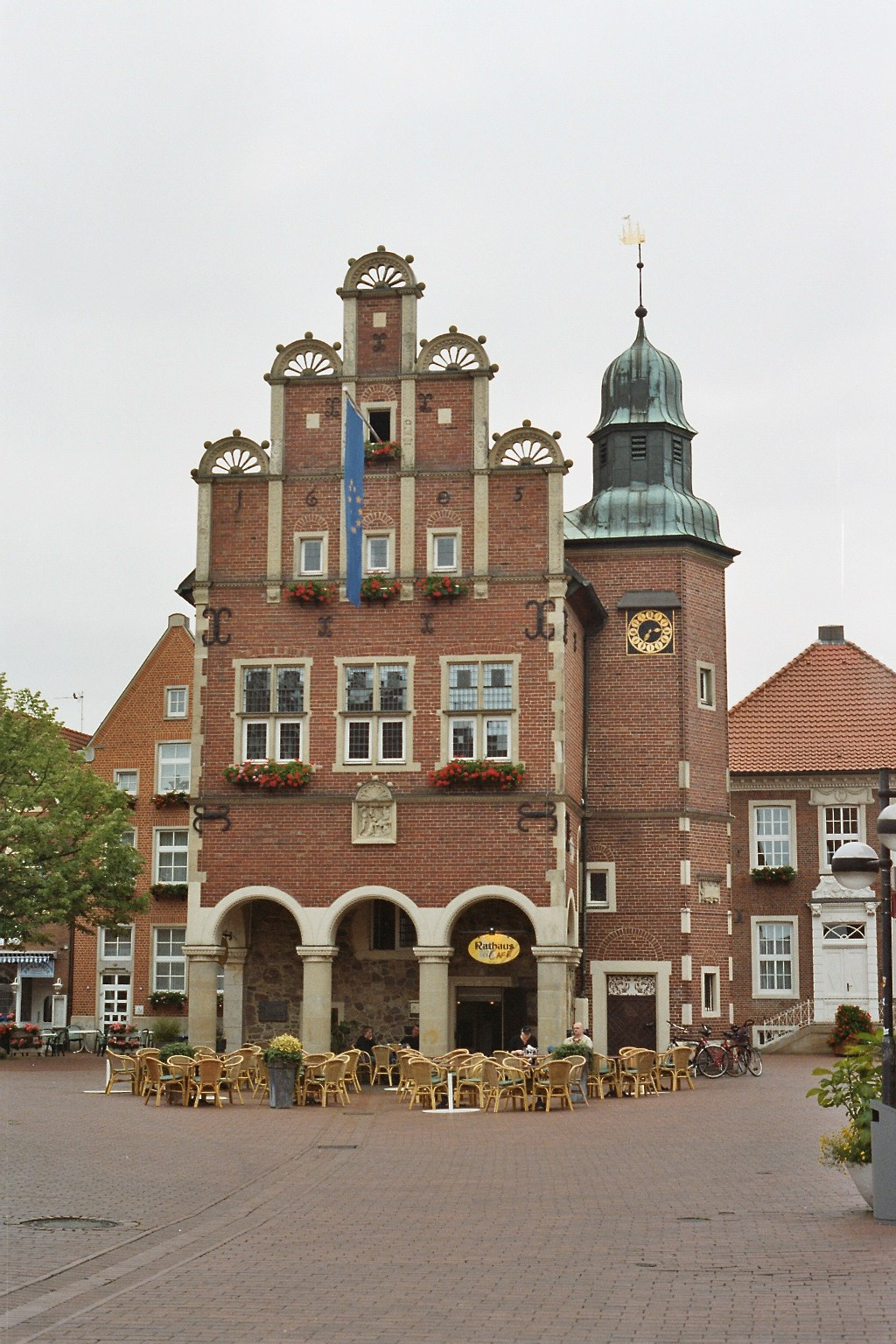
Historisches Rathaus in Meppen
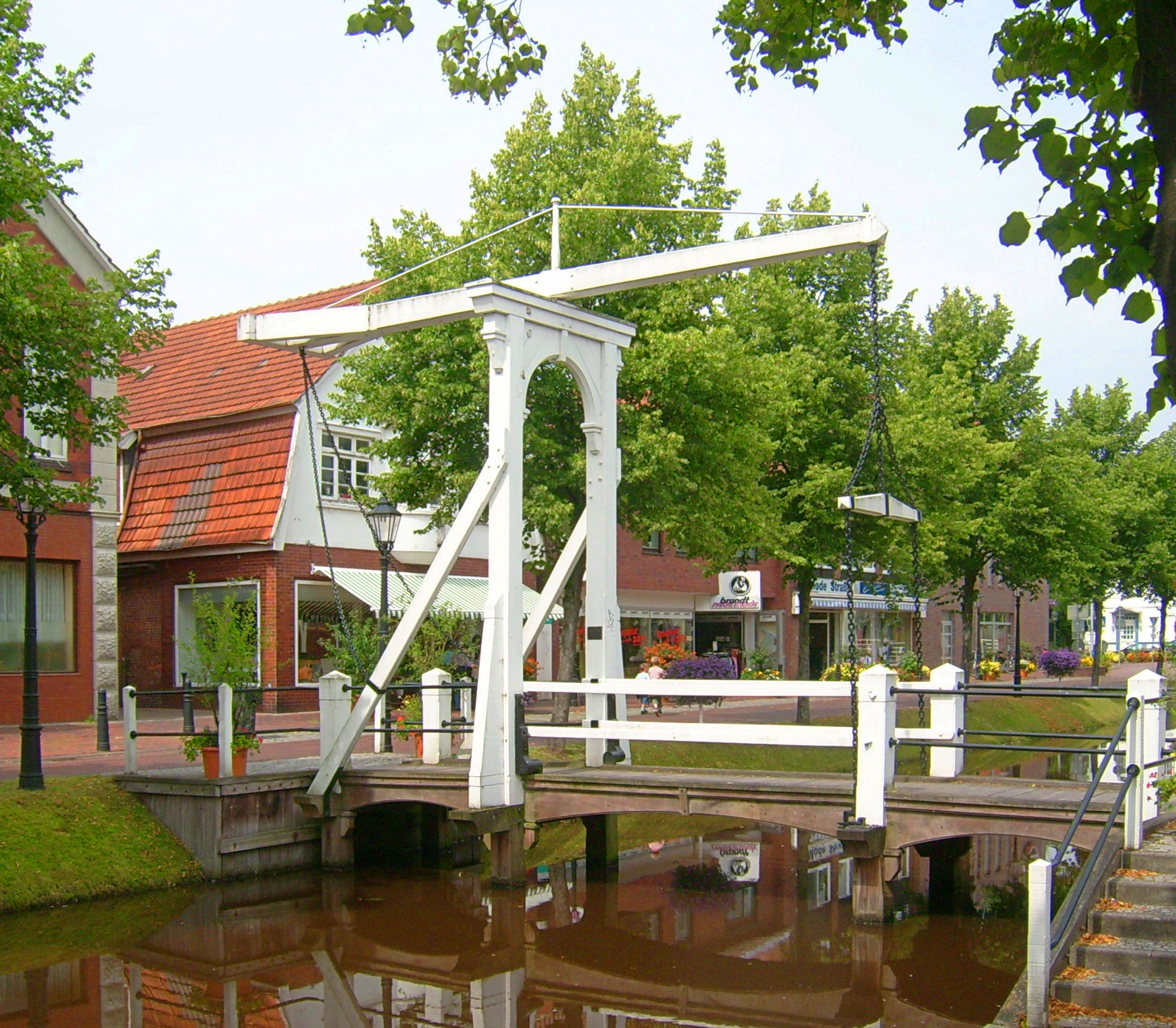
Klappbrücke am Hauptkanal von Papenburg
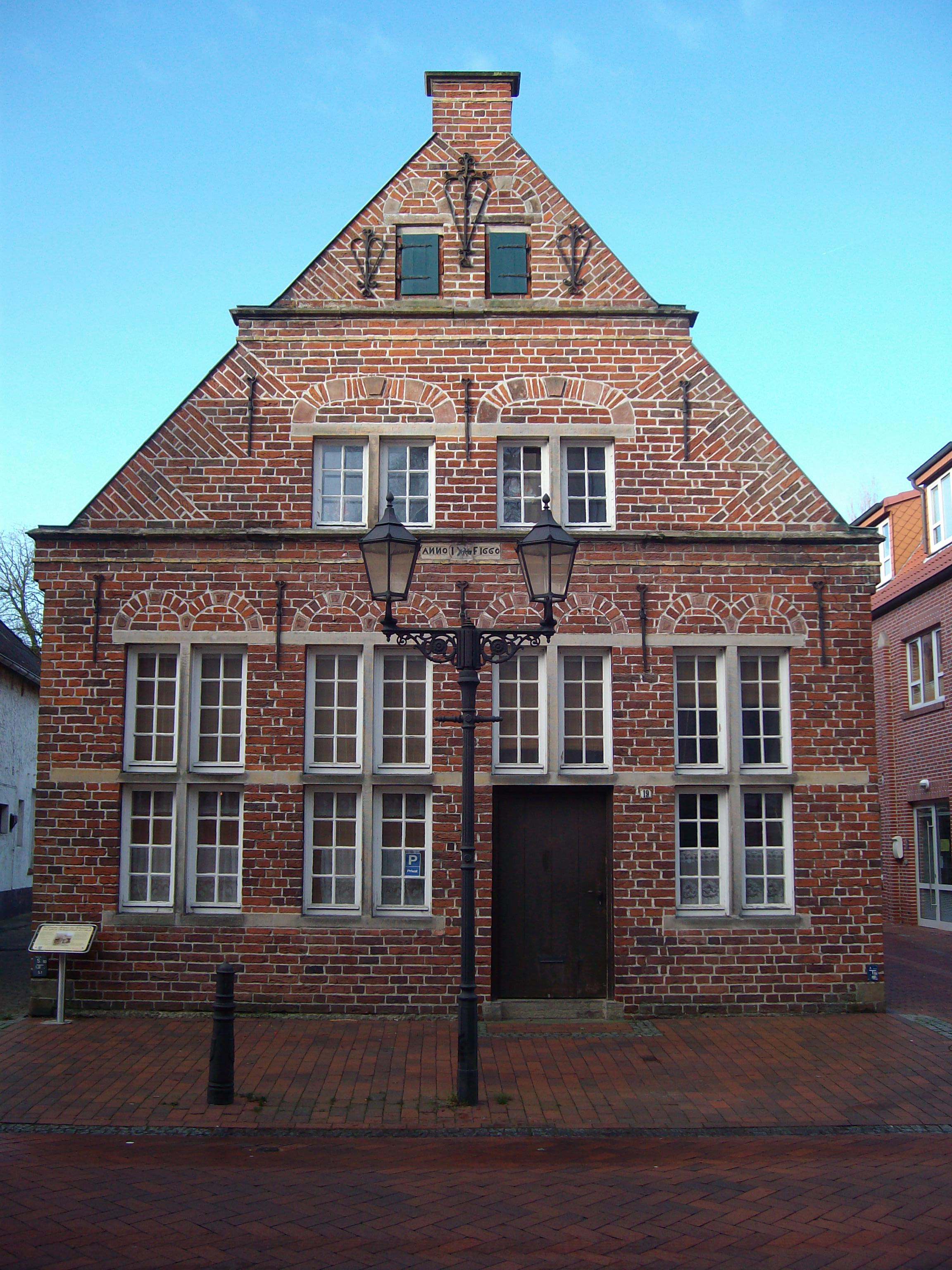
Fronehaus in Weener
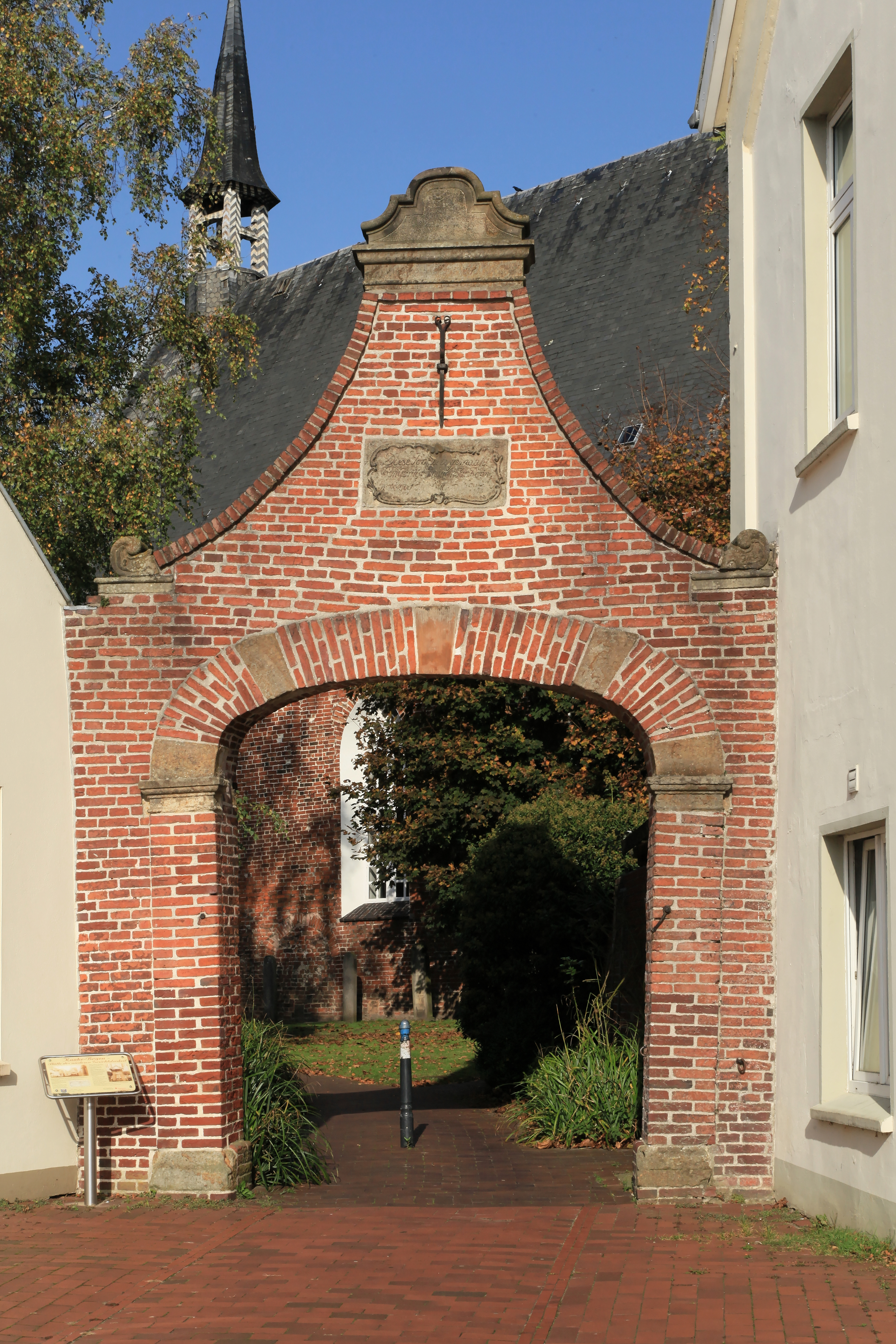
Kaakebogen in Weener
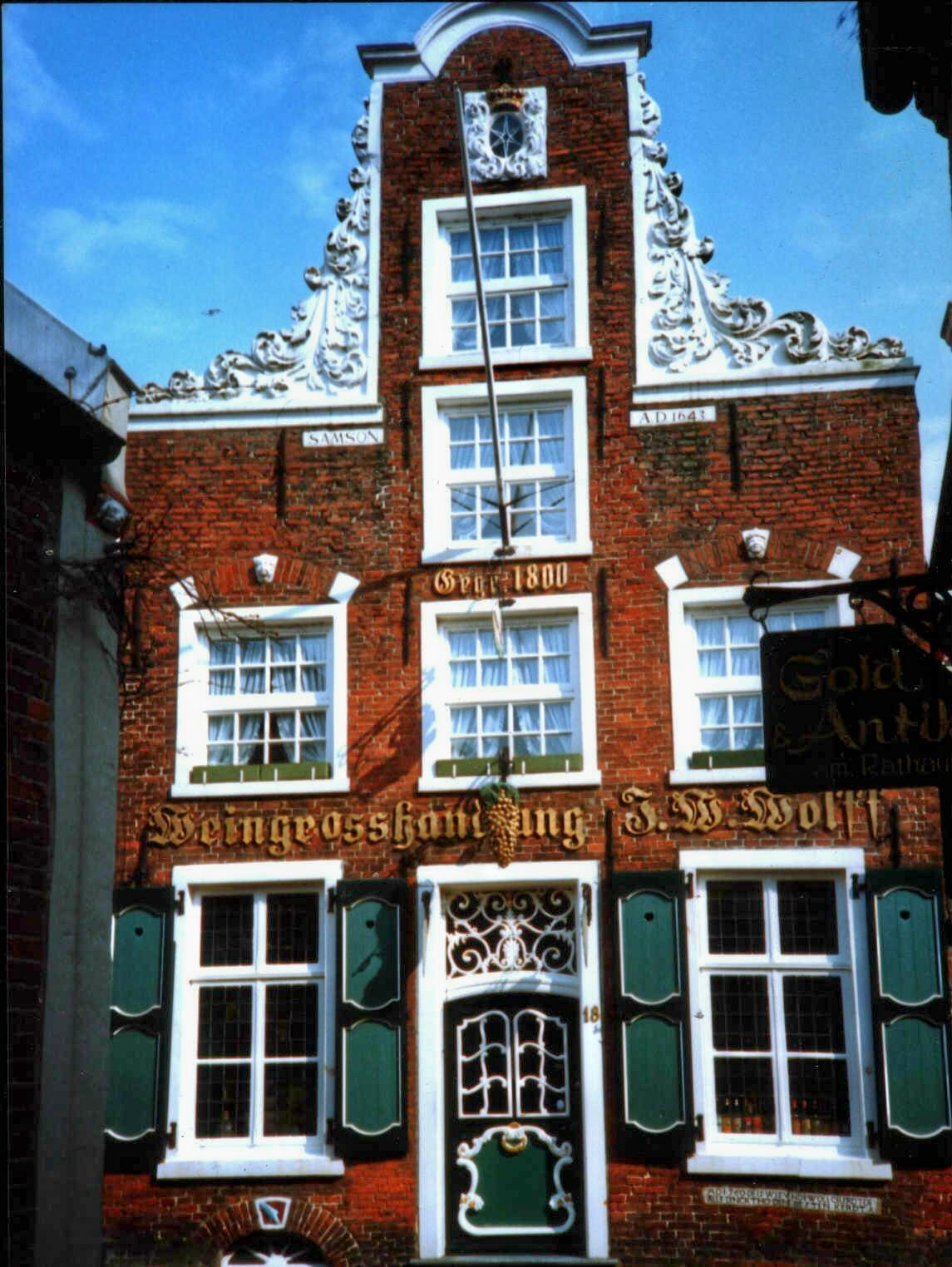
Barockes Haus Samson in Leer, erbaut 1643
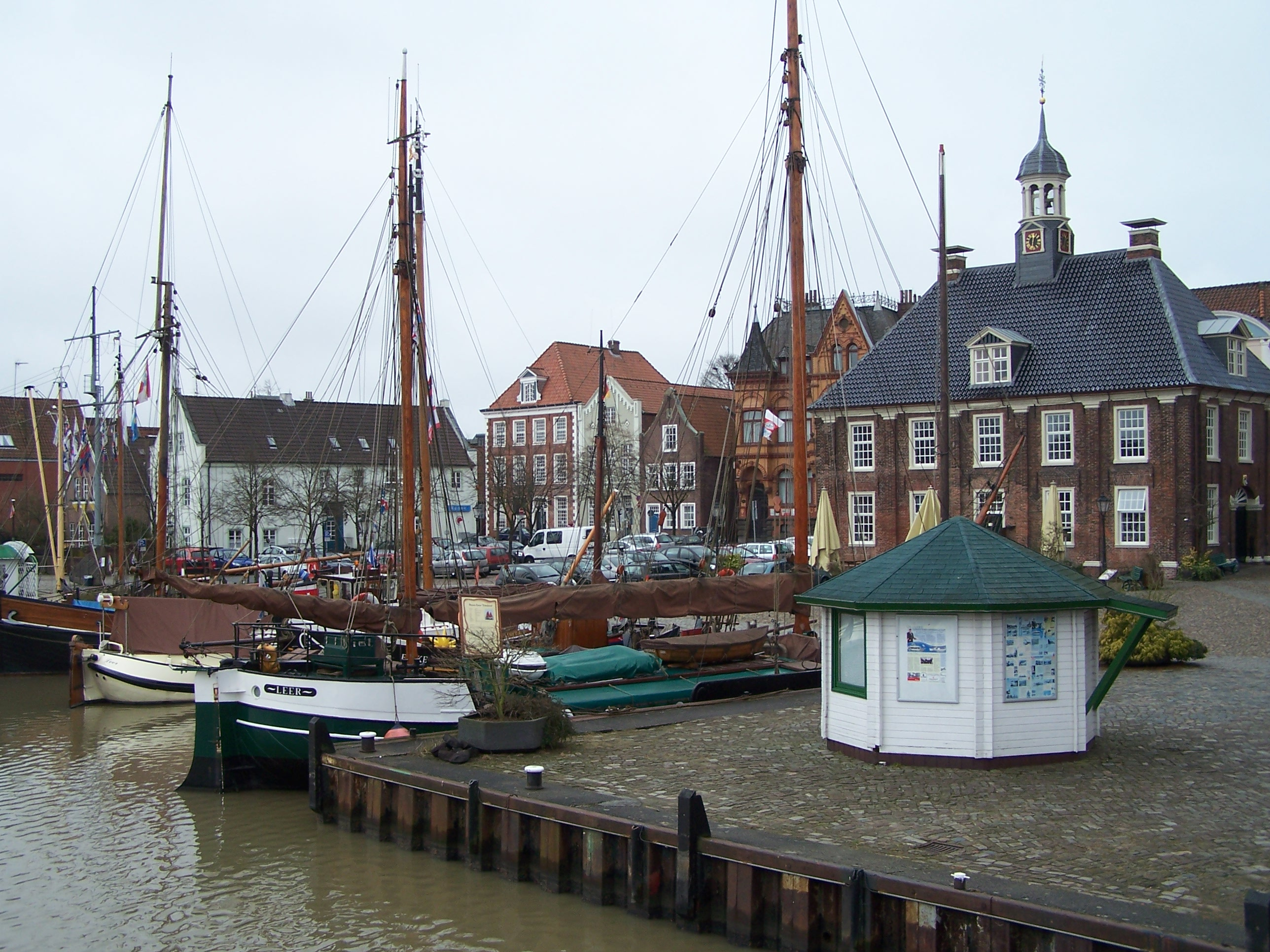
Leer: „Zur Waage und Börse“
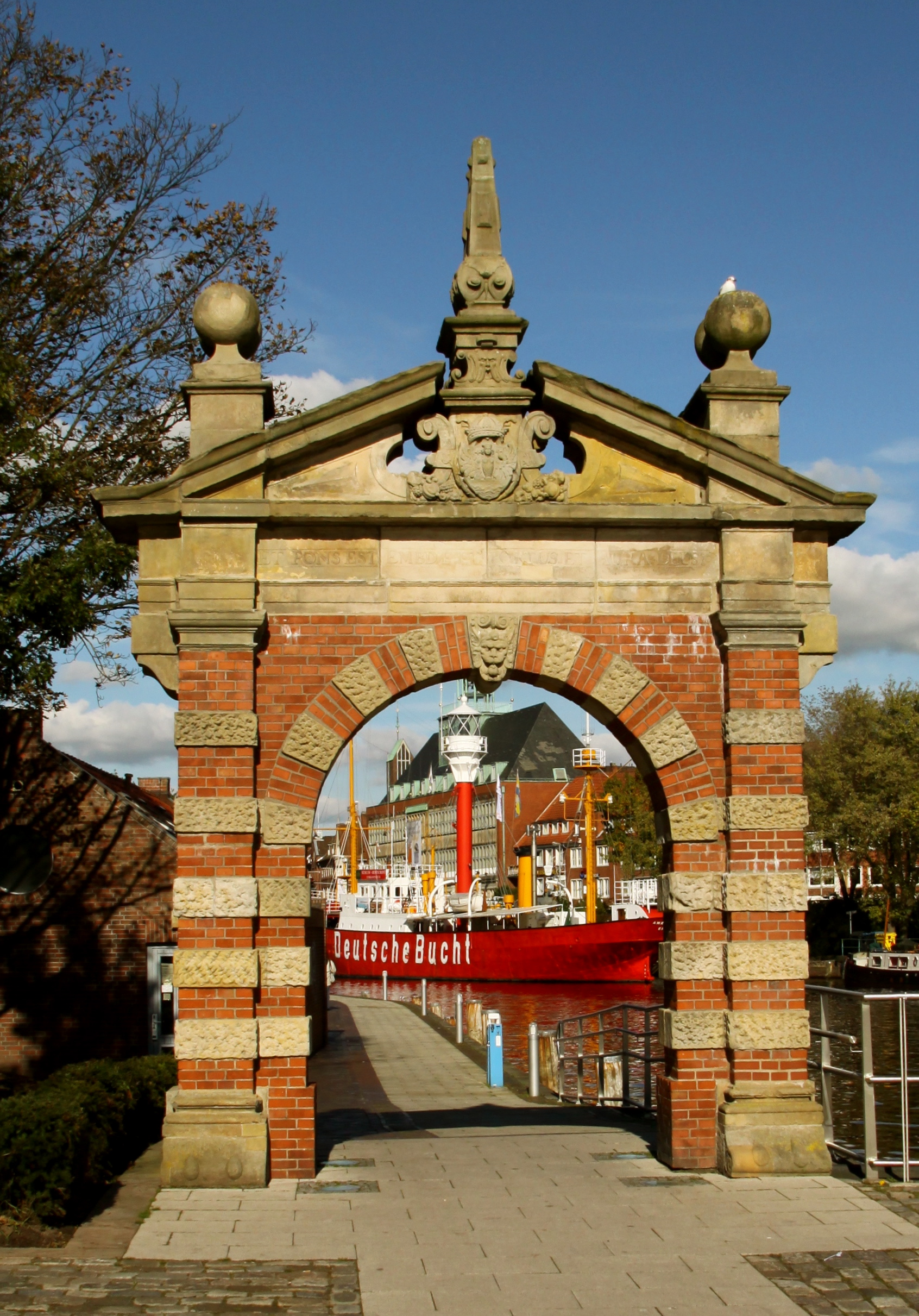
Altes Hafentor Emden
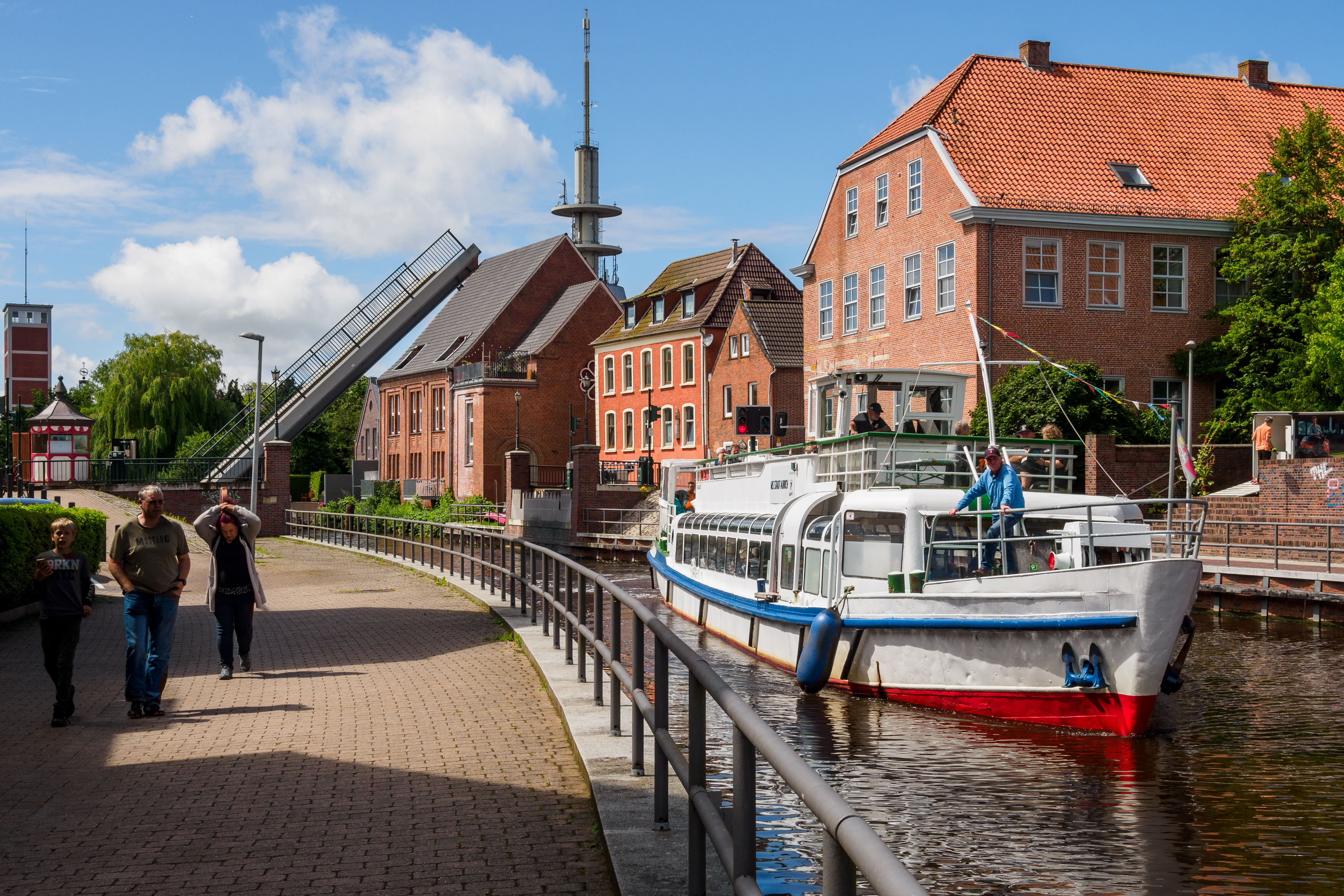
Falderndelft in Emden
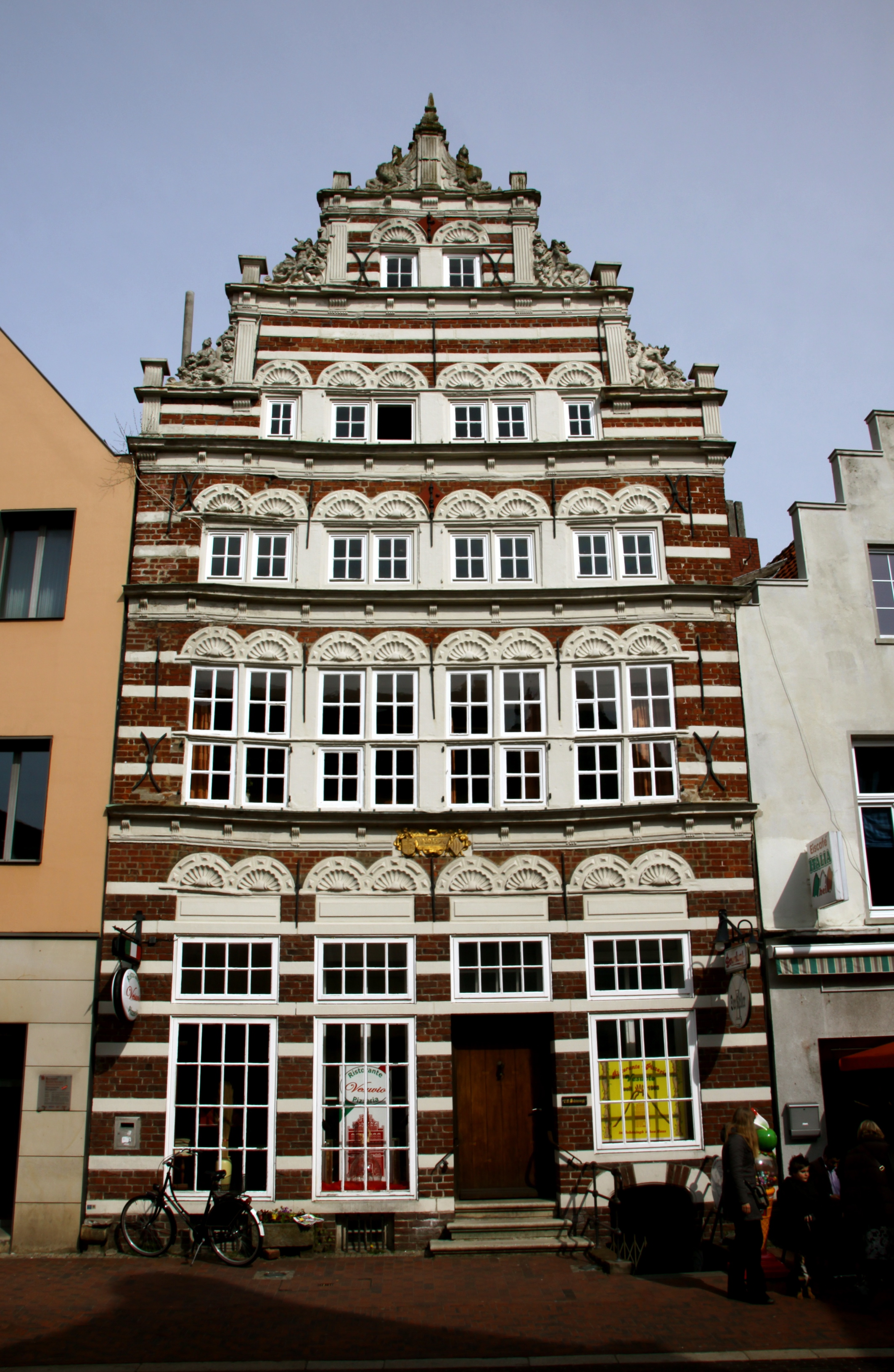
Schöninghsches Haus in Norden
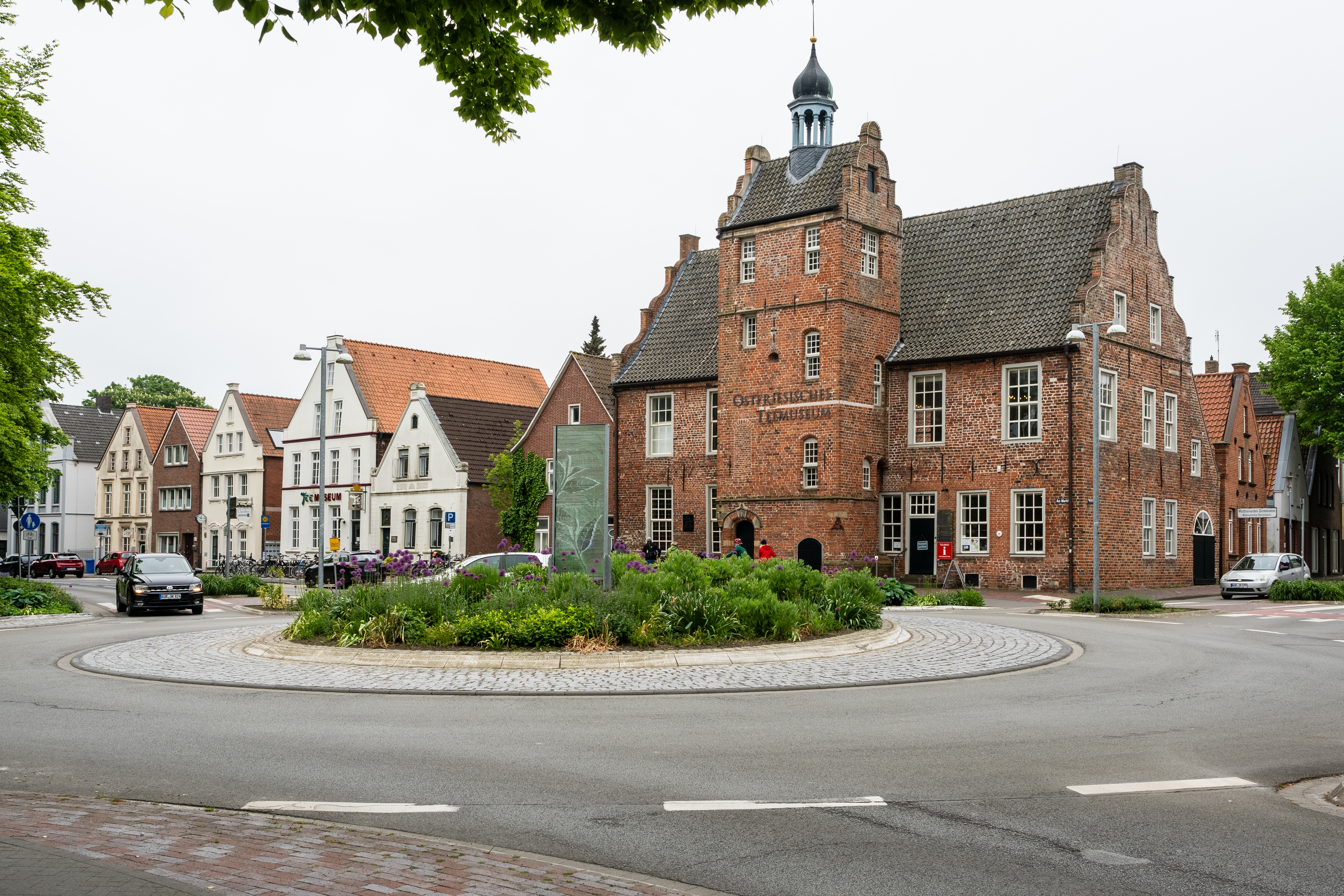
Ostfriesisches Teemuseum in Norden
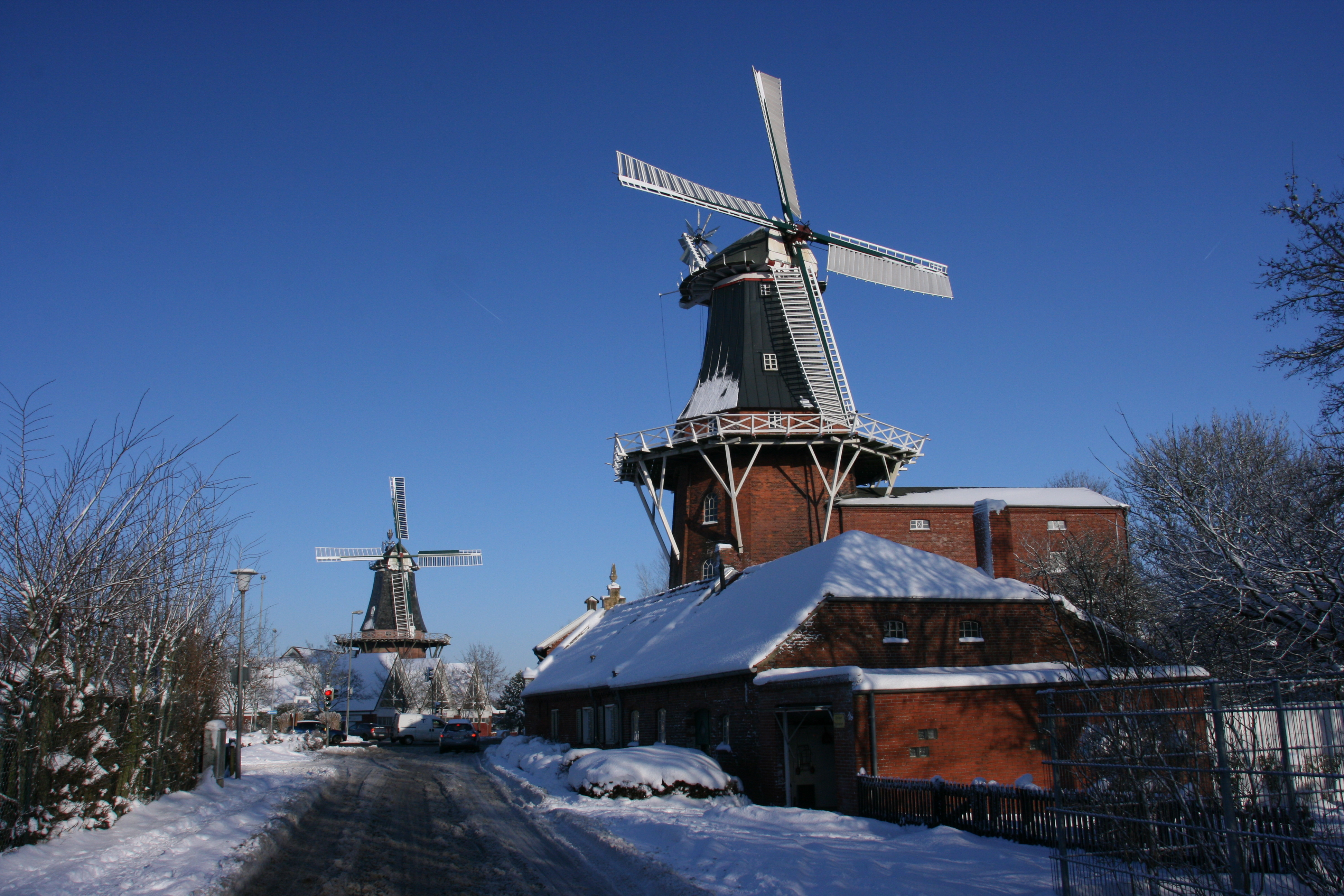
Norden: Deichmühle, im Hintergrund die Frisia-Mühle

- Dortmund ist mit über einer halben Million Einwohnern die größte Stadt des Ruhrgebiets, und entsprechend groß ist das Angebot an Kultur und sehenswerten Orten. Die aus einer karolingischen Reichshofgründung hervorgegangene Stadt entwickelte sich über eine einst wichtige Reichs- und Hansestadt zur heutigen Industriemetropole. Wie das gesamte Ruhrgebiet musste auch Dortmund am Ende des 20. Jahrhunderts den schwierigen Strukturwandel von der Schwerindustrie zur modernen Dienstleistungsmetropole durchlaufen. Die Wahrzeichen von Dortmund sind die Reinoldikirche, die Westfalenhalle, das Dortmunder U und der Florianturm. (Weitere Informationen auf Kultur und Sehenswürdigkeiten Dortmunds.)
- Waltrop liegt zwischen der Kernzone des Ruhrgebiets und dem ländlich geprägten Münsterland zwischen Dortmund-Ems-Kanal, Lippe und Datteln-Hamm-Kanal. Im historischen Zentrum steht die Pfarrkirche St. Peter aus dem 9./10. Jh. mit einem 40 Meter hohen Kirchturm. Rund um die Kirche befindet sich ein malerisches Fachwerkensemble, zu dem auch der „Tempel“ gehört. Das um 1576 erbaut Haus gilt als das älteste Fachwerkhaus in Waltrop. Das Schiffshebewerk Henrichenburg von 1899 ist heute als Museum zu besichtigen. Es gehört zum Westfälischen Industriemuseum des Landschaftsverbands Westfalen-Lippe und ist Teil des Schleusenparks Waltrop. Zu diesem gehören alle vier Schleusenbauwerke, die hier seit 1899 errichtet wurden, sowie das Museum. Teil des Museums sind neben Modellen und Bildern eine europaweit einzigartige Sammlung historischer Schiffe auf einem 400 Meter langen Kanalabschnitt.
- Datteln liegt am größten Kanalkreuz Europas. Hier treffen sich der Rhein-Herne-Kanal, der Dortmund-Ems-Kanal, der Datteln-Hamm-Kanal und der Wesel-Datteln-Kanal sowie die „Alte Fahrt“, ein stillgelegter Arm des Dortmund-Ems-Kanals. In der ehemaligen Bergwerksstadt befindet sich das Rathaus von 1912, um das ein Baumpfad mit einem Urweltmammutbaum führt. Erst 1941 wurde diese Gattung in einer unzugänglichen Bergregion Chinas entdeckt. In der Nähe des Rathauses befindet sich das Hermann-Grochtmann-Museum, in dem die Geschichte Dattelns präsentiert wird. Die älteste Kirche der Stadt ist die St.-Amandus-Kirche, die allerdings bei einem Bombenangriff im Mai 1945 fast vollständig zerstört wurde. Das Schloss Horneburg mit seiner sehenswerten Schlosskapelle im Stadtteil Horneburg liegt etwas abseits der Radroute.
- Die Kleinstadt Olfen und ihre Umgebung werden durch 1000 Jahre Geschichte geprägt. Von den ehemals sechs Wasserburgen sind heute noch das Schloss Sandfort und die Ruine des Hauses Rauschenburg erhalten. Entlang der Stever befinden sich die Steveraue Olfen. Eine renaturierte Auenlandschaft und ein Naherholungsgebiet mit der Füchtelner Mühle. Fürstbischof Otto III. (1301–1306), Graf von Rietberg, ließ die Füchtelner Mühle als Landesmühle erbauen. Sie gehörte zur Wasserburg Haus Füchteln. Entlang der „Alten Fahrt“ befinden sich mehrere interessante Brückenbauwerke. Die neue Kanalstrecke wurde von 1929 bis 1937 zwischen Datteln Lüdinghausen gebaut. Die 1895 erbaute „Kanalbrücke Alte Fahrt – Lippe“ quert die Lippe zwischen Datteln und Olfen. Die „Schiefe Brücke“ führt die „Alte Fahrt“ des Dortmund-Ems-Kanals über die Oststraße. Heute ist der Brückentrog nicht mehr mit Wasser gefüllt und wird als Rad- und Wanderweg genutzt. Unweit davon befindet sich die Dreibogenbrücken. Die historische Kanalbrücke über die Stever leitete den Dortmund-Ems-Kanal über den Fluss. Heute führt die Dortmund-Ems-Kanal-Route über die Brücke und bietet einen Blick über die Steverauen. Das Wahrzeichen von Olfen ist die weithin sichtbare Pfarrkirche St. Vitus, die bereits vierte Kirche an dieser Stelle.
- Das als Dreiburgenstadt bekannte Lüdinghausen liegt an der Stever. Die Wasserburg Lüdinghausen stammt aus dem 12. Jahrhundert. Direkt in der Innenstadt gelegen bilden deren ehemaligen Befestigungsanlagen den Stadtpark. Nicht weit davon entfernt befindet sich die Burg Vischering, eine in wesentlichen Teilen erhaltene Wasserburg, die noch den Charakter einer wehrhaften Burg besitzt. Die Burg Kakesbeck liegt etwas nördlich von Lüdinghausen an der Stever, unmittelbar an der Radroute. Die Burg ist heute eine zweiteilige Anlage, die aus einem Kern- und einem Vorburgbereich besteht und von einem umfangreichen, mit Wasser des Flüsschens Stever gefüllten Grabensystem umgeben wird.
- Die Gemeinde Senden liegt direkt am Dortmund-Ems-Kanal. Nahe am Kanal liegt das Wasserschloss Senden an der Stever. Die Radroute führt unmittelbar daran vorbei. In der Ortsmitte gibt es den Bürgerpark, und am Rande des zu Senden gehörenden Venner Moors führt die Radroute weiter nach Norden.
- Die Innenstadt von Münster wird durch die Radroute nicht berührt, aber ein Besuch ist sehr empfehlenswert. Die Großstadt mit der bewegten Geschichte bietet eine große Anzahl von Sehenswürdigkeiten. Architektonisch gesehen ist Münster eine Stadt voller Widersprüche. Die Wahrnehmung wird geprägt von der Altstadt im Bereich des Prinzipalmarkts, während die Stadt bezogen auf ihre Gesamtfläche überwiegend im Stil der Nachkriegs- und Postmoderne bebaut ist. Das Erscheinungsbild der Innenstadt rund um den Prinzipalmarkt mit Arkadengang und Giebelhäusern ist seit dem 12. Jahrhundert fast vollständig erhalten geblieben. Da die Kirchen das Stadtbild von Münster sehr prägen, bekam Münster schon früh die Bezeichnung „Nordisches Rom“. Als Fabio Chigi – der spätere Papst Alexander VII. – Mitte des 17. Jahrhunderts in Münster für die Verhandlungen zum Westfälischen Frieden weilte, sagte er über die Stadt: „Bis in die Wolken erheben sich die spitzen Türme, von denen, für alle hörbar, melodisches Glockengeläut klingt.“ Die beiden wichtigsten Kirchen in Münster sind der St.-Paulus-Dom, dessen erster Bau bereits 805 begonnen wurde, und die Lambertikirche. Weitere Informationen unter Kultur und Sehenswürdigkeiten von Münster.
- Auch an der Stadt Rheine führt die Radroute östlich, entlang des Dortmund-Ems-Kanals vorbei. Sehenswert bei einem Besuch ist die Altstadt von Rheine. Dort befinden sich mehrere interessante historische Gebäude. Um den Marktplatz gruppieren sich prächtige Bürgerhäuser wie das Haus Beckers, das Pfarrheim St. Dionysius, das Beilmannsches Haus und das Haus Nienkemper. Zahlreiche Kirchen prägen das Gesicht der Stadt. Die älteste von ihnen ist die katholische Kirche St. Dionysius, welche im historischen Stadtkern gelegen ist. Die katholische Kirche St. Antonius überragt mit dem höchsten Kirchturm des Münsterlandes alle anderen Gebäude der Stadt. Daneben sind unter anderem das Falkenhof-Museum, das Museum Kloster Bentlage und die Saline Gottesgabe sehenswert.
- Die Stadt Lingen ist mit 51.000 Einwohnern die mit Abstand größte Stadt des Land-Kreises Emsland. Der Lingener Marktplatz gilt als beste Stube der Stadt. Hier steht unter anderem das historische Rathaus von 1555, das mit seinem Treppengiebel von 1663 als das Wahrzeichen der Stadt anzusehen ist. Auf dem Marktplatz und in der angrenzenden Altstadt finden sich zahlreiche Giebelhäuser. Die ältesten wurden nach dem großen Lingener Stadtbrand im Jahr 1548 neu errichtet. Zu ihnen zählt die Alte Posthalterei. Das älteste, aus dem Jahr 1653 stammende Bürgerhaus der Stadt befindet sich am Am Markt 8. Am Markt befindet sich auch humoristische Figurengruppe des Marktbrunnens. Östlich des Marktplatzes und mit ihm durch die schmale Clubstraße verbunden, liegt der Universitätsplatz mit dem 1678 bis 1680 gebauten Seminargebäude, dem Professorenhaus von 1684/85 und der barocken evangelisch-lutherischen Kreuzkirche. Die schönste Straße Lingens dürfte die Burgstraße sein. Vom Marktplatz aus findet man zunächst das Hellmannsche Haus von 1641 mit seinem reich ornamentierten Fachwerkgiebel und die ab 1832 errichtete katholische Bonifatiuskirche. Etwas weiter findet man das Palais Danckelmann von 1646, das seit Jahrhunderten das Amtsgericht beherbergt; im zugehörigen Kutscherhaus (Gesindehaus) aus dem frühen 18. Jahrhundert befindet sich ein Teil des Heimatmuseums.
- In Meppen, der Kreisstadt des Emslandes, verläuft die Radroute am Rande der Altstadt. Dort befinden sich das Stadtmuseum, die Residenz mit der angebauten Gymnasialkirche und das Rathaus von 1408, heute Wahrzeichen der Stadt. Sehenswert sind in Meppen unter anderem das Ausstellungszentrum für die Archäologie des Emslandes, die Koppelschleuse von 1830 am ehemaligen Ems-Hase-Kanal, die Herrenmühle (eine Wassermühle aus dem 16. Jahrhundert) und die Höltingmühle (eine Holländermühle aus dem 17. Jahrhundert).
- Die Stadt Papenburg liegt östlich der Radroute, kann aber über die Emsland-Route alternativ, ohne zusätzliche Kilometer, besucht werden. Sie ist der südlichste Seehafen Deutschlands und ist überregional vor allem durch die Meyer Werft bekannt. Ein- bis zweimal jährlich wird die Ems mit Hilfe des Sperrwerks in Gandersum aufgestaut, so dass die Meyer Werft ihre Hochseeschiffe in die Nordsee überführen kann. Papenburg ist eine Kanalstadt sowie die längste und älteste Fehnstadt Deutschlands. In der Stadt gibt es neben der reich ausgestatteten neugotischen St.-Antonius-Kirche mit ihrem 88 m hohen Turm mehrere Museen und Besucherzentren: das Besucherzentrum Meyer Werft, das alte Amtshaus mit Heimatmuseum, Freilichtmuseum Von-Velen-Anlage, den Papenburger Zeitspeicher sowie das Schifffahrt-Museum. Das Schifffahrt-Museum besteht aus mehreren über die Stadt verteilten historischen Schiffen.
- Die ostfriesische Kleinstadt Weener hatte vergangenen Jahrhunderten einen Hafen an der Ems und lag an der linksemsischen Handelsroute ins südlich gelegene Münsterland, was heute aber keine Rolle mehr spielt. Geblieben sind Speicher- und Bürgerhäuser am bereits 1570 angelegten Hafen. In der an den Alten Hafen anschließende Altstadt befindet sich die um 1230 als Backsteinbau errichtete Georgskirche sowie viele Bürgerhäuser aus früheren Jahrhunderten. Herausragend sind das Fronehaus mit seiner Renaissancefassade sowie der im Rokokostil erbaute Kaakebogen an der Georgskirche trennte früher den kirchlichen vom weltlichen Bereich des Weeneraner Marktes. Die Georgskirche besitzt eine der wertvollsten Orgeln Ostfrieslands. Ebenfalls in Weener befindet sich das Organeum, ein Kultur- und Bildungszentrum, dem ein Museum mit historischen und nachgebauten Tasteninstrumenten angeschlossen ist.
- Die ostfriesische Kreisstadt Leer mit ihrem Seehafen wurde seit Jahrhunderten vom Handel geprägt. Die Altstadt gilt wegen des guten Erhaltungszustands ihrer historischen Häuser als die „wertvollste“ der Region. Vier Burgen, zahlreiche Bürgerhäuser und Kirchen aus mehreren Jahrhunderten sind in der Stadt zu finden. Zu den bekanntesten Kirchen der Stadt zählen die Lutherkirche und die Große Kirche, Hauptkirche der Ev.-reformierten Landeskirche in Deutschland. Das Rathaus von 1894 ist an den Niederländischen Renaissance Stil anlehnt und bildet zusammen mit der benachbarten Historischen Waage von 1714 im Stil des niederländischen Hochbarocks ein Ensemble. Ebenfalls in barockem Stil gehalten ist das Amtsgericht von 1720, ein ehemaliges Palais. Die vier sogenannte Burgen von Leer handelt es sich bei den beiden ältesten um bewehrte Steinhäuser, während die beiden jüngeren Schlösser sind. Die Harderwykenburg ist die älteste und stammt aus der ersten Hälfte des 15. Jahrhunderts. Die Haneburg wurde ab 1621 angelegt. Von der um 1650 entstandenen Evenburg ist nur die Vorburg erhalten, während die Hauptburg 1861 zu einem Schloss im neugotischen Stil umgebaut wurde. Bei der Philippsburg handelt es sich um ein Barockschloss aus der Zeit um 1730.
- Emden ist die größte Stadt Ostfrieslands; sie liegt an der Emsmündung, am Nordufer des Dollarts. Die Stadt ist als friesischer Handelsort um das Jahr 800 entstanden und bis zum heutigen Tage wesentlich durch ihren Seehafen geprägt. Bekannt ist Emden zudem als Geburtsort der Komiker Otto Waalkes und Karl Dall, die durch ihr Wirken den sprichwörtlichen Ostfriesenwitz geprägt haben. Insbesondere „Otto“ hat seiner Heimatstadt durch Filme und Musikalben zu größerer Bekanntheit verholfen. Die Stadt hat durch schwere Bombardierungen im Zweiten Weltkrieg einen großen Teil ihrer historischen Bausubstanz eingebüßt. Die bekanntesten erhaltenen oder wiedererrichteten Bauwerke sind das Emder Rathaus, das alte Hafentor von 1635, die Pelzerhäuser in der Pelzerstarße der Altstadt und das Gödenser Haus als ältestes erhaltenes Gebäude. Im Emder Ratsdelft befinden sich des Weiteren drei schwimmende Bauwerke. Das Feuerschiff Amrumbank, der Seenotkreuzer Georg Breusing und der Heringslogger Stadt Emden. Alle drei Schiffe sind der Öffentlichkeit zugänglich und können besichtigt werden.
- Mit der Stadt Norden ist die Nordseeküste und das Ende der Radroute erreicht. Norden ist eine der ältesten Städte Ostfrieslands und liegt in einer von der Landwirtschaft und dem Tourismus geprägten Region. Im Stadtteil Norddeich, der seit 2010 offiziell „Nordseeheilbad“ ist, liegt der Fährhafen zu den Nordseeinseln Juist und Norderney. Am nördlichen Rand des Marktplatzes befindet sich die Ludgerikirche, die größte Kirche Ostfrieslands. Neben vielen kultur- und kunsthistorischen Schätzen birgt die Ludgeri-Kirche die zweitgrößte erhaltene Arp-Schnitger-Orgel Deutschlands und die größte Orgel Ostfrieslands. Die Mennonitenkirche Norden am Marktplatz gehört zu den bemerkenswerten Gebäuden der Stadt. Es handelt sich dabei um ein ehemaliges, 1662 erbautes Patrizierhaus. Der große Marktplatz im Zentrum Nordens hat einen Baumbestand mit zum Teil mehr als 250 Jahre alten Bäumen und ist von zahlreichen älteren Bauten eingefasst. Um den Marktplatz befinden sich die genannten Dree Süsters (Drei Schwestern), drei giebelständige Backsteinbauten der Renaissance, die um das Jahr 1600 entstanden. Weitere historische Bauten sind das Alte Rathaus, das Vossenhus (Fuchshaus) und die alte Posthalterei. In der unweit vom Markt gelegenen Osterstraße gibt es weitere sehenswerte Gebäude; das eindrucksvollste Gebäude der Straße ist das Schöninghsche Haus, ein reich dekorierter Renaissancebau aus dem Jahr 1576. Im Stadtgebiet gibt es noch drei historische Windmühlen: die Deichmühle, die Frisia-Mühle und die Westgaster Mühle.